# Ernolsheim-Bruche
Pour les articles homonymes, voir Ernolsheim.
Ernolsheim-sur-Bruche redirige ici.
Ernolsheim-Bruche (Arelse en alsacien) est une commune française située dans la circonscription administrative du Bas-Rhin et, depuis le 1er janvier 2021, dans le territoire de la Collectivité européenne d'Alsace, en région Grand Est.
Cette commune se trouve dans la région historique et culturelle d'Alsace.

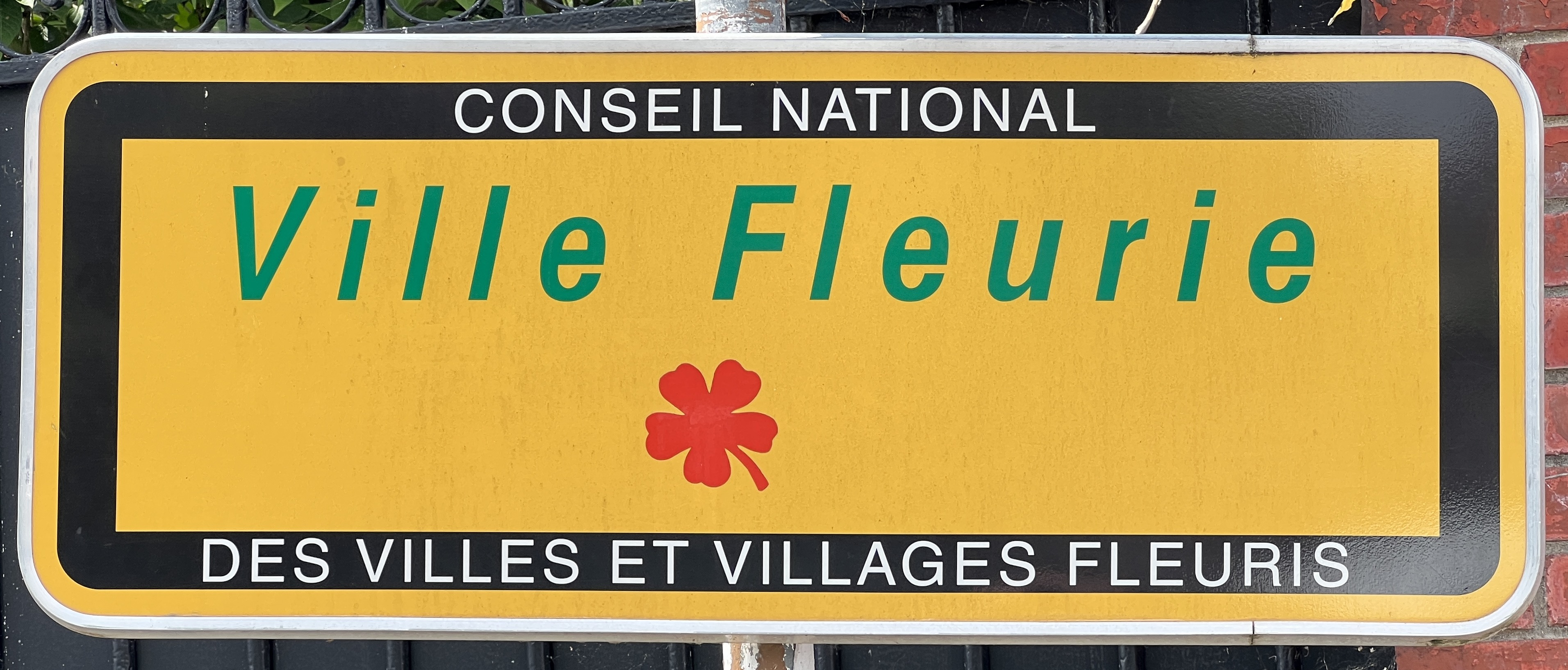
La récompense "Ville Fleurie", également connue sous le nom de "Villes et Villages fleuris, anciennement appelée concours, a été créée en 1959 en France pour promouvoir le fleurissement, l'environnement de vie et les espaces verts.

## Géographie
Ernolsheim-Bruche est une commune qui fait partie du canton et de l'arrondissement de Molsheim.
Elle est située à 1 km de Kolbsheim – 2 km de Dachstein – 4 km de Duttlenheim – 5 km de Molsheim – 10 km de l'aéroport international d'Entzheim – 20 km à l'Ouest de Strasbourg.
| Ergersheim | Osthoffen         | Breuschwickersheim |
| Dachstein  | Ernolsheim-Bruche | Kolbsheim          |
| Altorf     | Duttlenheim       | Duppigheim         |

### Cours d'eau
- La Bruche ;
- Le canal de la Bruche.

### Hydrographie

#### Réseau hydrographique
La commune est dans le bassin versant du Rhin au sein du bassin Rhin-Meuse. Elle est drainée par la Bruche et le canal de la Bruche,.
La Bruche, d'une longueur de 77 km, prend sa source dans la commune de Urbeis et se jette  dans l'Ill à Strasbourg, après avoir traversé 37 communes. Les caractéristiques hydrologiques de la Bruche sont données par la station hydrologique située sur la commune de Wolxheim. Le débit moyen mensuel est de 6,1 m3/s. Le débit moyen journalier maximum est de 82,6 m3/s, atteint lors de la crue du 5 janvier 2018. Le débit instantané maximal est quant à lui de 93,5 m3/s, atteint le même jour.
Le canal de la Bruche, d'une longueur de 19 km, reliait initialement Soultz-les-Bains, près de Molsheim à Strasbourg où il rejoint l'Ill, dans le quartier de la Montagne Verte. 

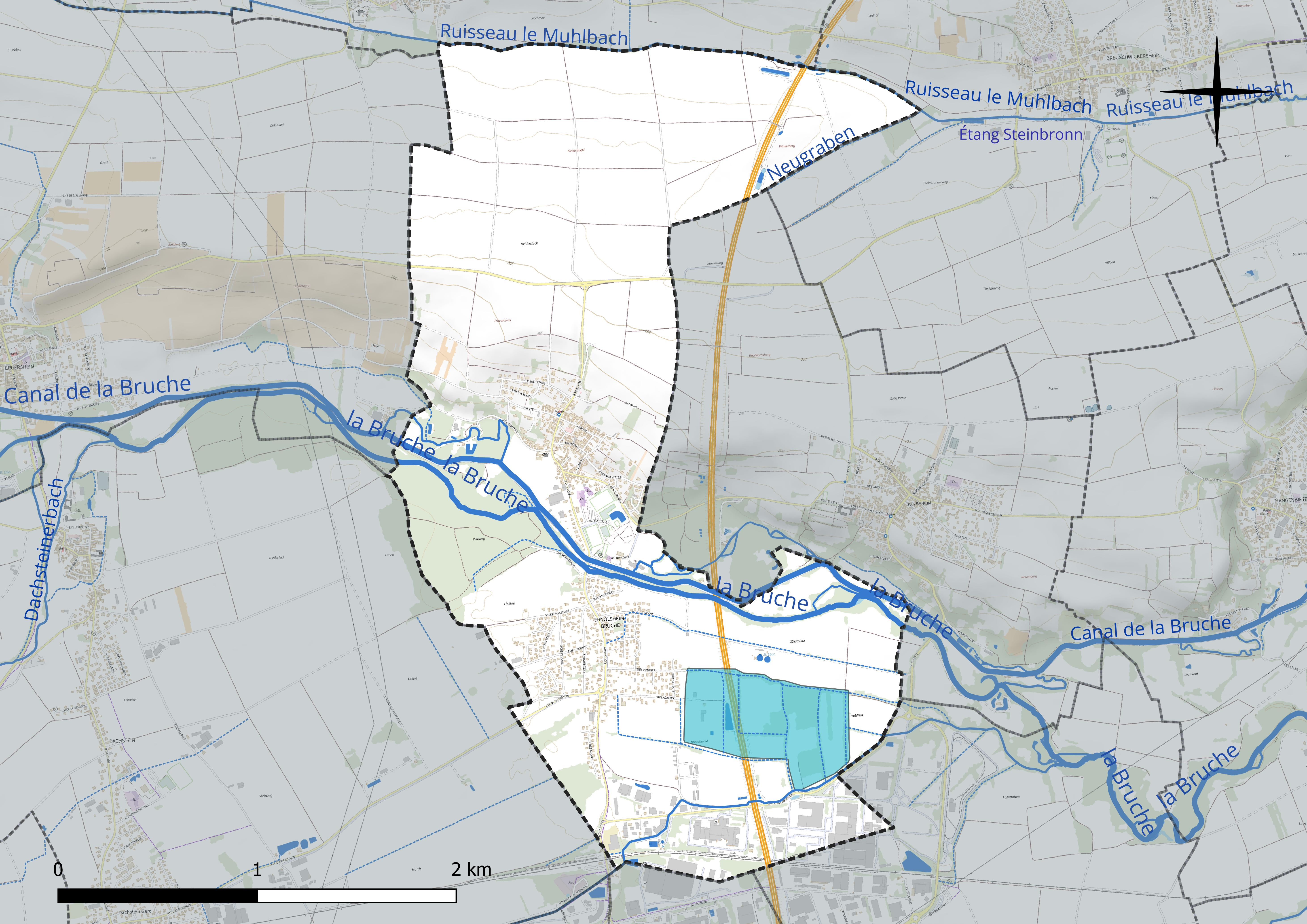
Réseau hydrographique d'Ernolsheim-Bruche.

#### Gestion et qualité des eaux
Le territoire communal est couvert par le schéma d'aménagement et de gestion des eaux (SAGE) « Ill Nappe Rhin ». Ce document de planification concerne la nappe phréatique rhénane, les cours d'eau de la plaine d'Alsace et du piémont oriental du Sundgau, les canaux situés entre l'Ill et le Rhin et les zones humides de la plaine d'Alsace. Le périmètre s’étend sur 3 596 km2. Il a été approuvé le 17 janvier 2005. La structure porteuse de l'élaboration et de la mise en œuvre est la région Grand Est. 
La qualité des cours d’eau peut être consultée sur un site dédié géré par les agences de l’eau et l’Agence française pour la biodiversité. 

### Climat
Pour des articles plus généraux, voir Climat du Grand Est et Climat du Bas-Rhin.
En 2010, le climat de la commune est de type climat des marges montargnardes, selon une étude du Centre national de la recherche scientifique s'appuyant sur une série de données couvrant la période 1971-2000. En 2020, Météo-France publie une typologie des climats de la France métropolitaine dans laquelle la commune est exposée à un climat semi-continental et est dans une zone de transition entre les régions climatiques « Vosges » et « Alsace ». 
Pour la période 1971-2000, la température annuelle moyenne est de 10,8 °C, avec une amplitude thermique annuelle de 17,8 °C. Le cumul annuel moyen de précipitations est de 755 mm, avec 10 jours de précipitations en janvier et 10,4 jours en juillet. Pour la période 1991-2020, la température moyenne annuelle observée sur la station météorologique de Météo-France la plus proche, « Strasbourg-Entzheim », sur la commune d'Entzheim à 6 km à vol d'oiseau, est de 11,4 °C et le cumul annuel moyen de précipitations est de 635,7 mm. 
La température maximale relevée sur cette station est de 38,9 °C, atteinte le 25 juillet 2019 ; la température minimale est de −23,6 °C, atteinte le 23 janvier 1942,,. 
Les paramètres climatiques de la commune ont été estimés pour le milieu du siècle (2041-2070) selon différents scénarios d'émission de gaz à effet de serre à partir des nouvelles projections climatiques de référence DRIAS-2020. Ils sont consultables sur un site dédié publié par Météo-France en novembre 2022.

## Urbanisme

### Typologie
Au 1er janvier 2024, Ernolsheim-Bruche est catégorisée ceinture urbaine, selon la nouvelle grille communale de densité à sept niveaux définie par l'Insee en 2022.
Elle appartient à l'unité urbaine d'Entzheim, une agglomération intra-départementale regroupant quatre  communes, dont elle est ville-centre,,. Par ailleurs la commune fait partie de l'aire d'attraction de Strasbourg (partie française), dont elle est une commune de la couronne,. Cette aire, qui regroupe 268 communes, est catégorisée dans les aires de 700 000 habitants ou plus (hors Paris),.

### Occupation des sols
L'occupation des sols de la commune, telle qu'elle ressort de la base de données européenne d’occupation biophysique des sols Corine Land Cover (CLC), est marquée par l'importance des territoires agricoles (71,6 % en 2018), en diminution par rapport à 1990 (77,4 %). La répartition détaillée en 2018 est la suivante : terres arables (49,3 %), prairies (19,5 %), zones urbanisées (12 %), forêts (9,2 %), zones industrielles ou commerciales et réseaux de communication (7,3 %), zones agricoles hétérogènes (2,7 %), cultures permanentes (0,1 %). L'évolution de l’occupation des sols de la commune et de ses infrastructures peut être observée sur les différentes représentations cartographiques du territoire : la carte de Cassini (XVIIIe siècle), la carte d'état-major (1820-1866) et les cartes ou photos aériennes de l'IGN pour la période actuelle (1950 à aujourd'hui).

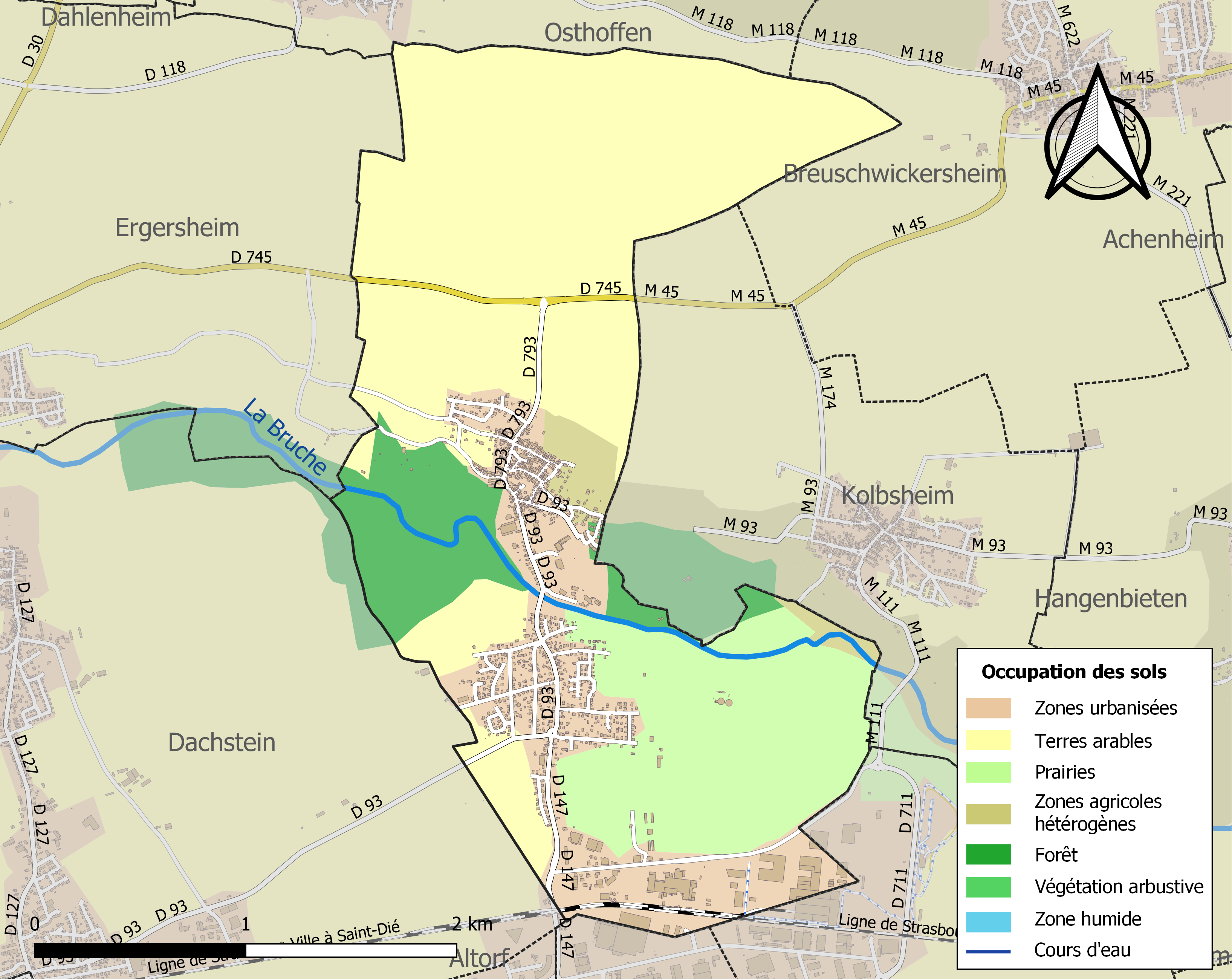
Carte des infrastructures et de l'occupation des sols de la commune en 2018 (CLC).

### Paysage
La commune d'Ernolsheim-Bruche a reçu l'été 2017 le jury pour le concours régional des villes et villages fleuris d'Alsace. Candidate pour une première fleur en 2016, la commune avait été à la première place du palmarès départemental dans la catégorie des communes de 1 001 à 2 000 habitants.
2017 est l'année de la consécration avec l'obtention d'une « première fleur ». Le jury, ayant visité près de 32 autres communes candidates, a ainsi pu voir l'effort qui a été fait par la commune afin d'embellir le village. Cette année-là pas moins de 2321 plantes ont été achetées!

De grands travaux de réaménagement de la plaine sportive ont été entrepris depuis l'année 2016 au moins. Cela a commencé par le très réussi réaménagement du parking de l'école élémentaire du village, où, en son centre, a été installée une nouvelle aire de jeux pour enfants. Certainement l'un des plus beaux et calmes endroits du village se trouve derrière la salle omnisports, où a été créé un joli cadre paysager. 

Plaine verte au centre du village
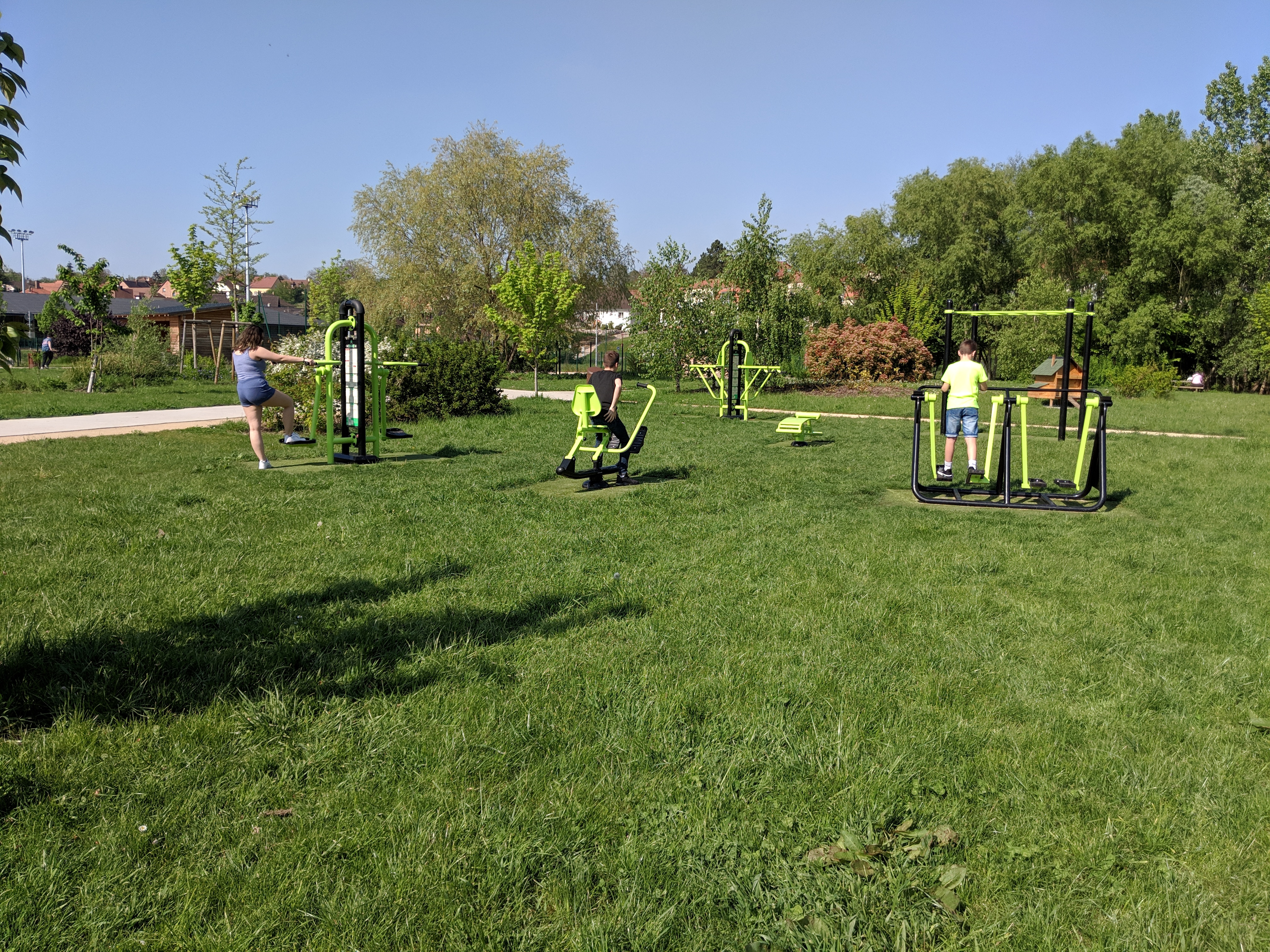
Machines de musculation en extérieur.
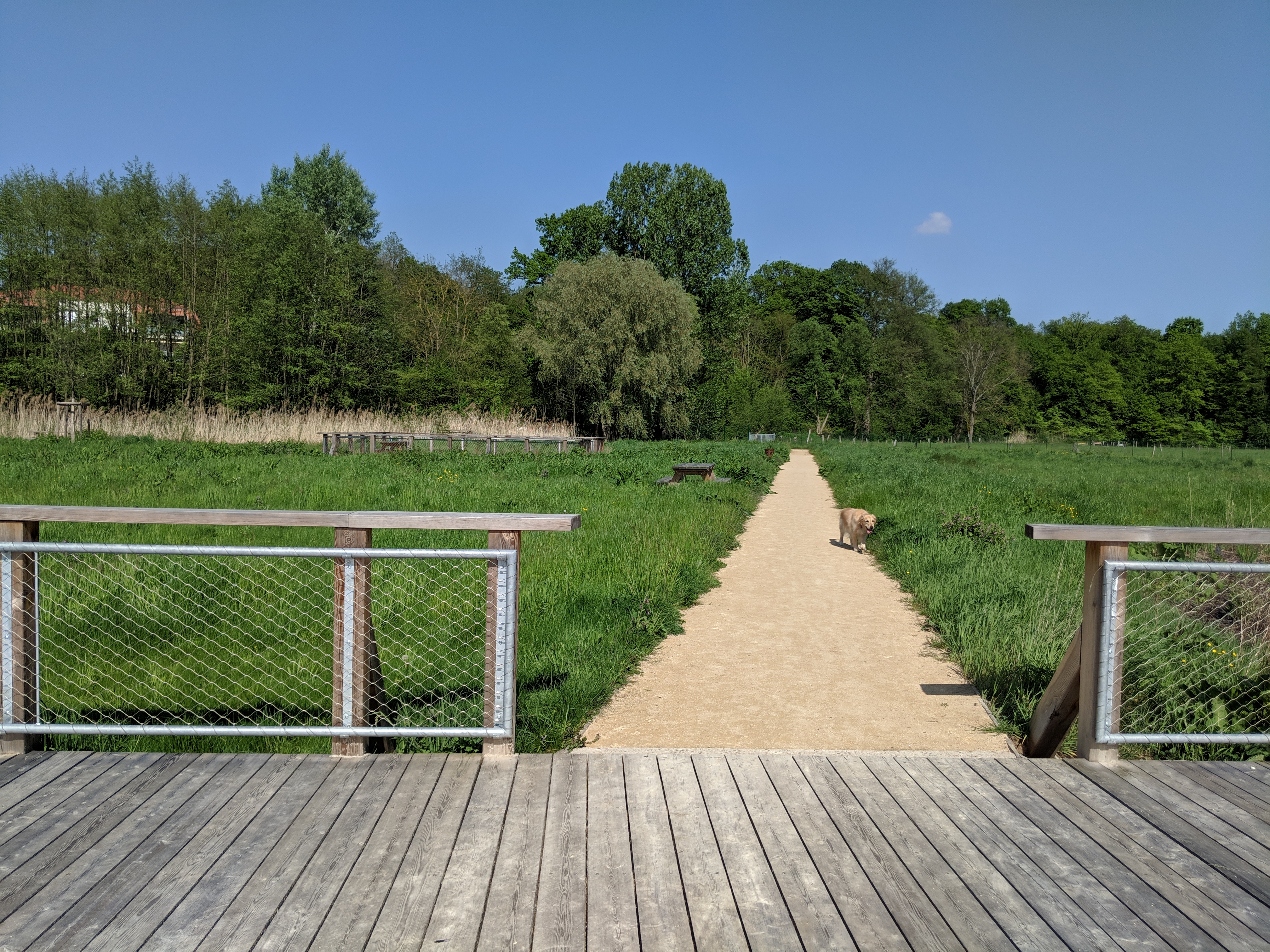
Centre de la plaine avec ilots.
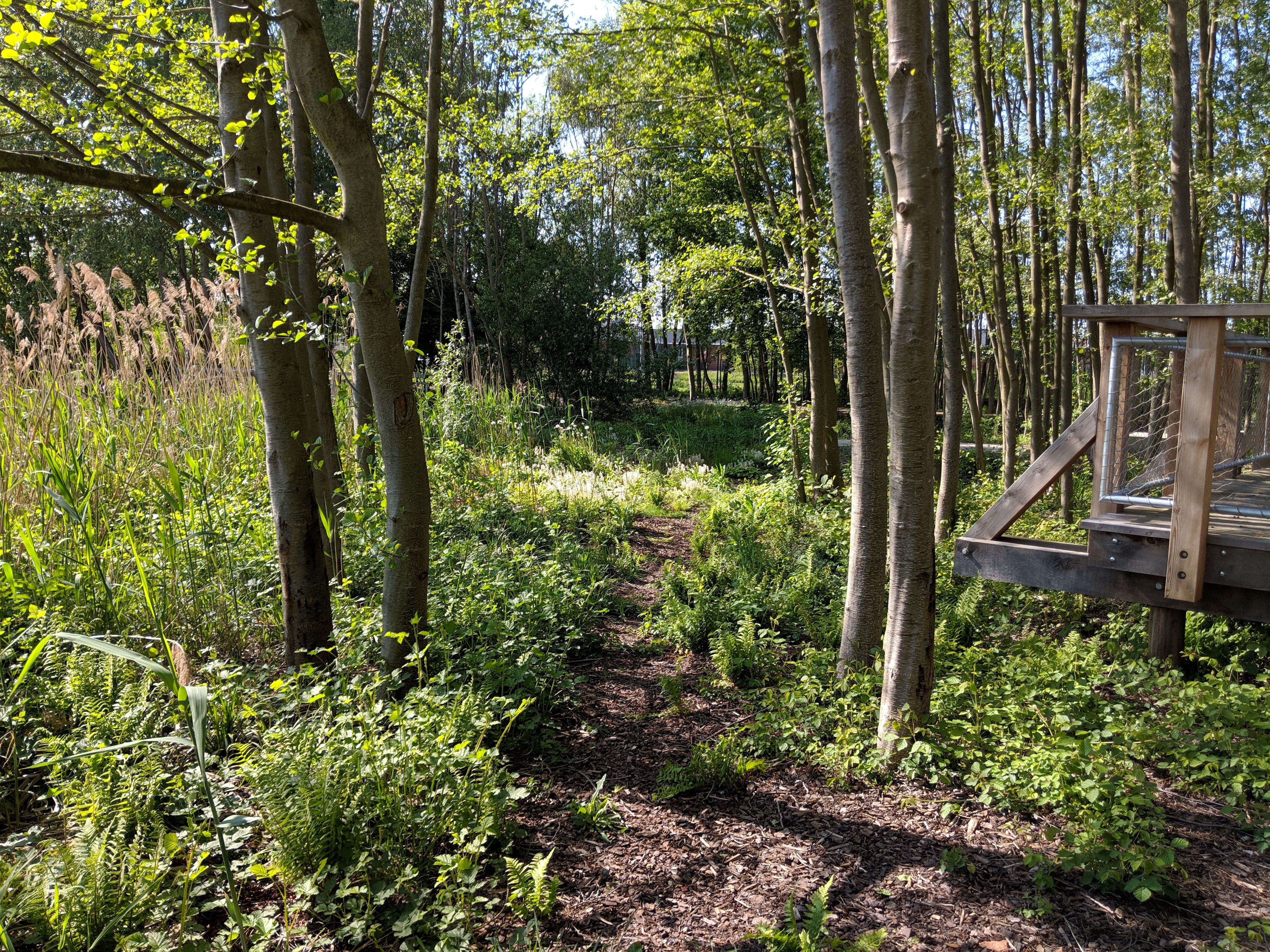
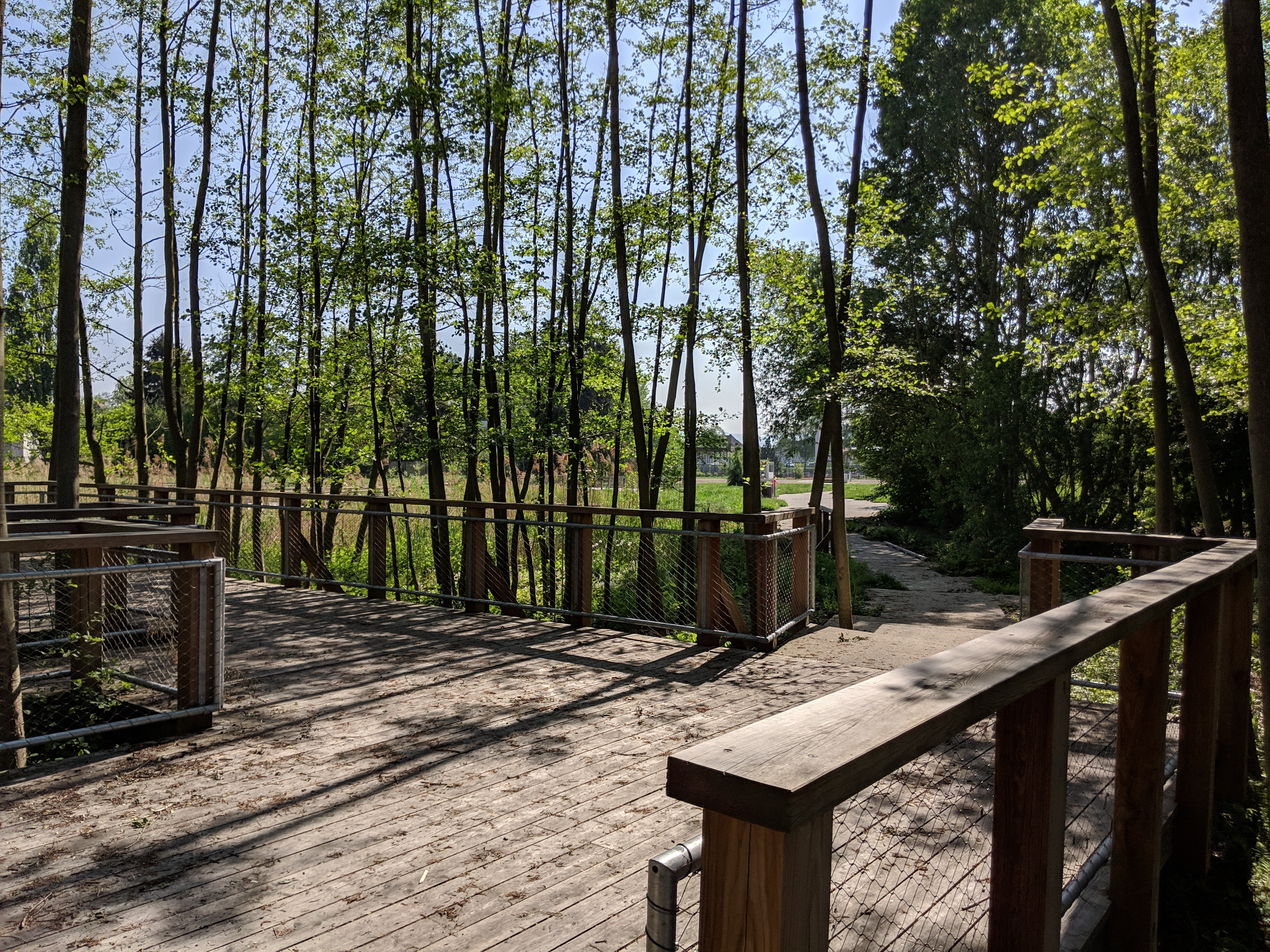
Passerelle d'accès au quartier haut du village.
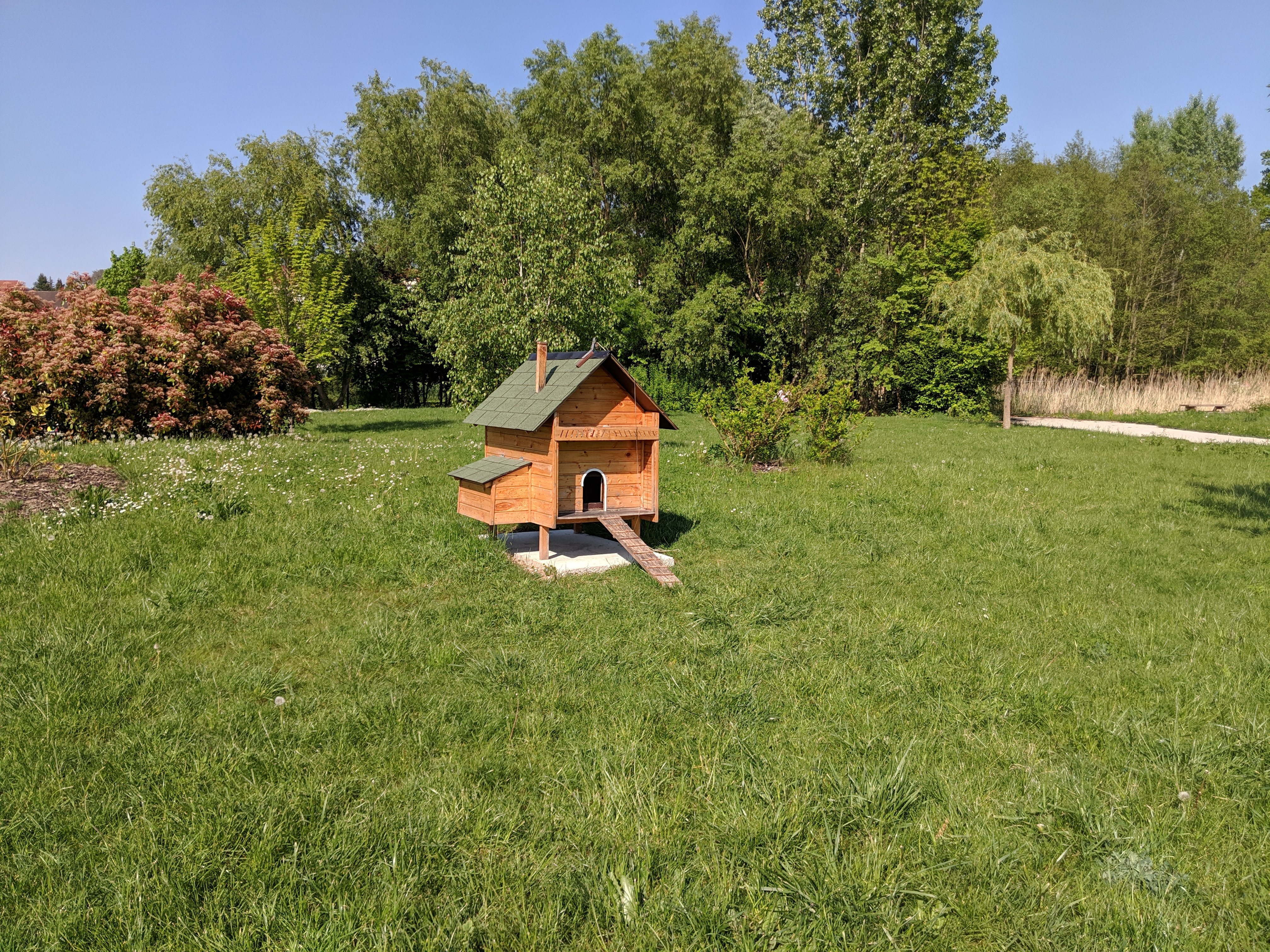
Ruche au centre de la plaine.

### Tri des déchets
Le tri sélectif est également quelque chose d'important dans la vie de la commune. C'est pour cela que deux points de collectes ont été créés entre les années 2000 et 2010.
Des conteneurs enterrés ont été installés à côté de la salle socioculturelle du village.
Des conteneurs sont également accessibles avant le pont (ou après suivant de quelle partie du village vous venez) pour les bouteilles plastiques, verres, les cartons, et les vêtements qui seront redistribués aux personnes dans le besoin.

### Traversée du village
La traversée du village a également eu droit à sa cure de jouvence durant les années 2010 afin d'y accentuer la sécurité des automobilistes mais surtout des piétons et cyclistes qui empruntent la rue principale du village en créant une piste cyclable sur le côté de la route.
En 2014, un premier tronçon a ainsi été modifié en partant de la plaine sportive jusqu'au rond-point du village. Même le pont a eu le droit a sa petite cure ainsi qu'une passerelle pour faire traverser les cyclistes et piétons en toute sécurité sans gêner les automobilistes.
En 2017, les travaux ont continué pour faire rejoindre le premier tronçon jusqu'à la gare SNCF de Duttlenheim-Ernolsheim/Bruche afin d'harmoniser le trajet des cyclistes et des piétons. Par la même occasion, la chicane présente à la sortie du village en direction de la gare a été supprimée car elle n'avait pas l'effet escompté par l'équipe administrative précédente.

## Histoire
Les travaux d'archéologie préventive liés à la création du Grand Contournement de Strasbourg ont mis au jour sur le territoire une série de vestiges, présentés au public lors de l'exposition Un passé incontournable en 2025-2026.

Découvertes archéologiques
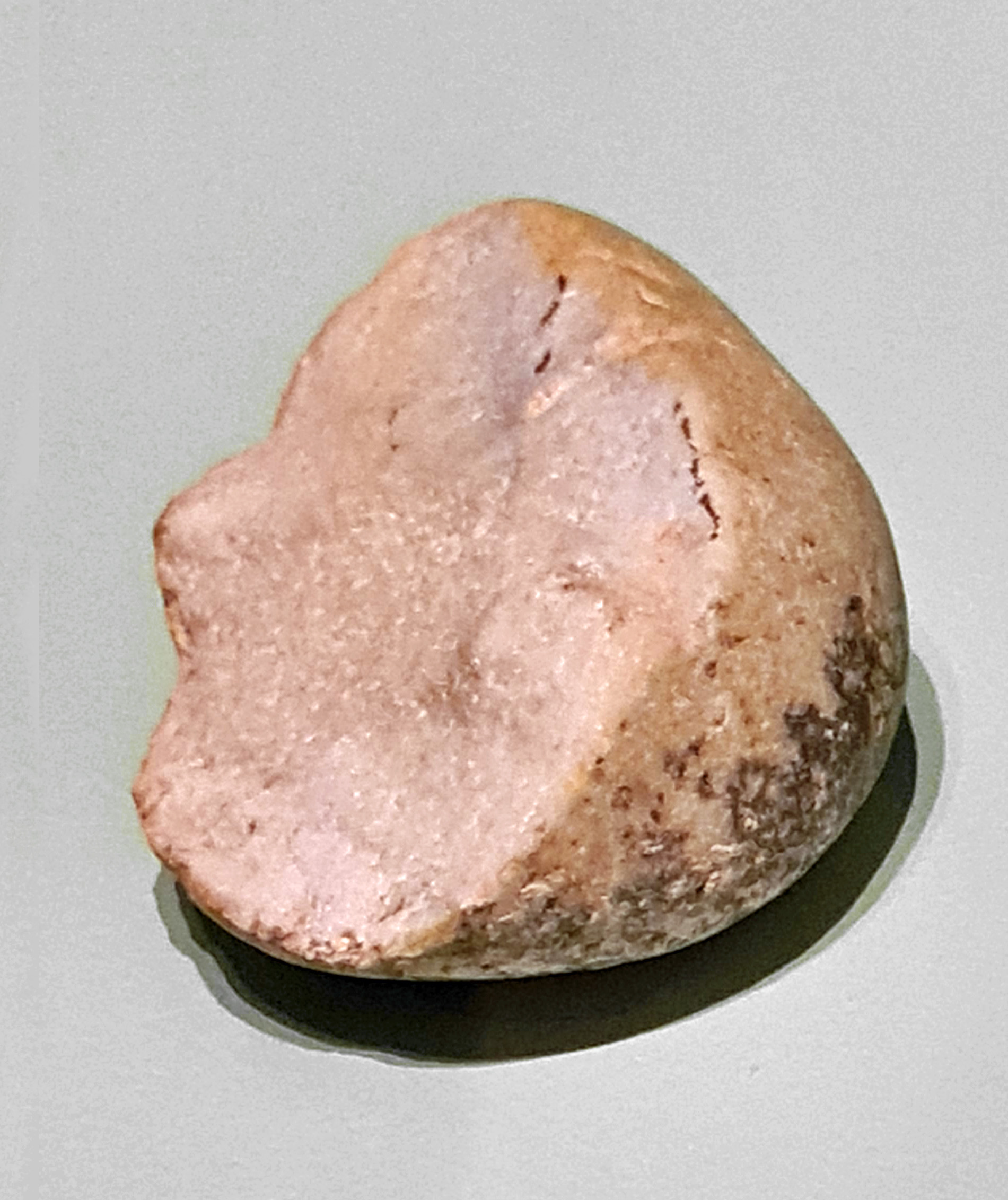
Nucleus sur galet (Paléolithique moyen).
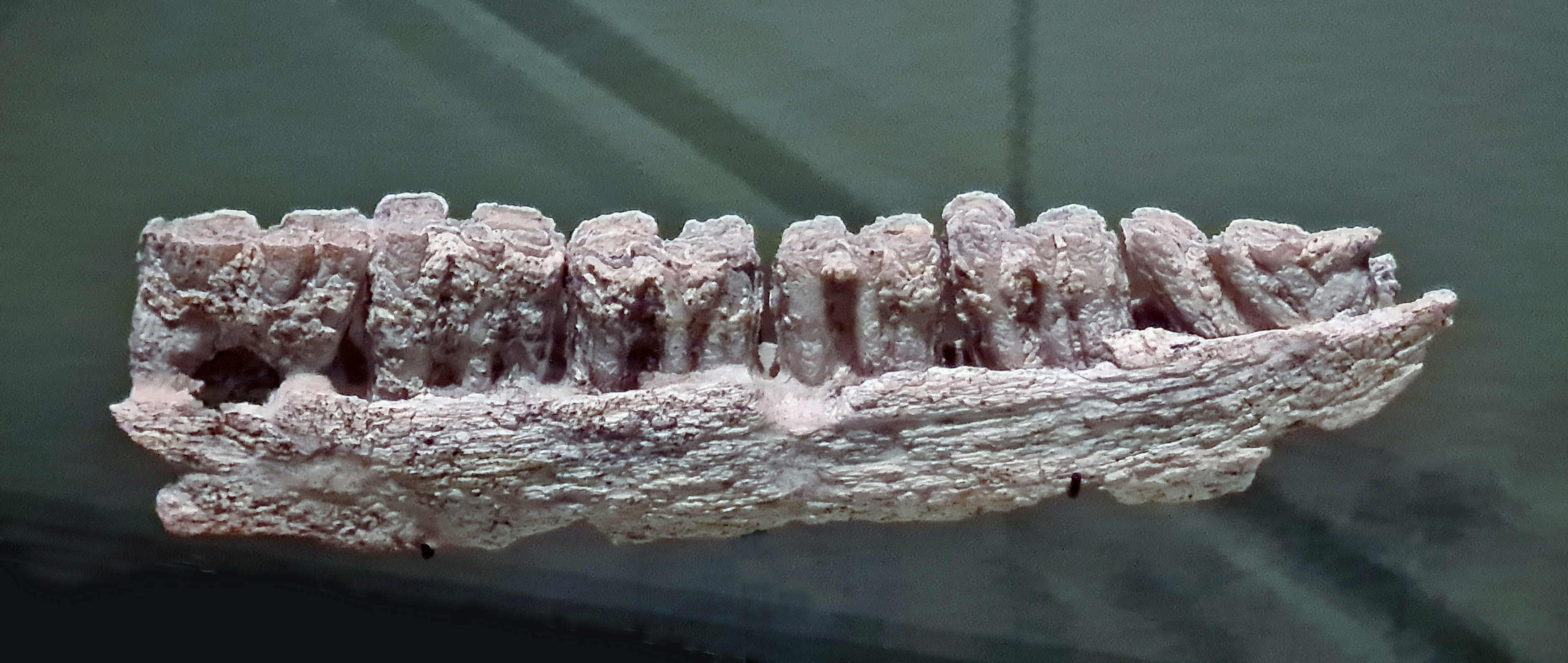
Mandibule de cheval (Paléolithique moyen).
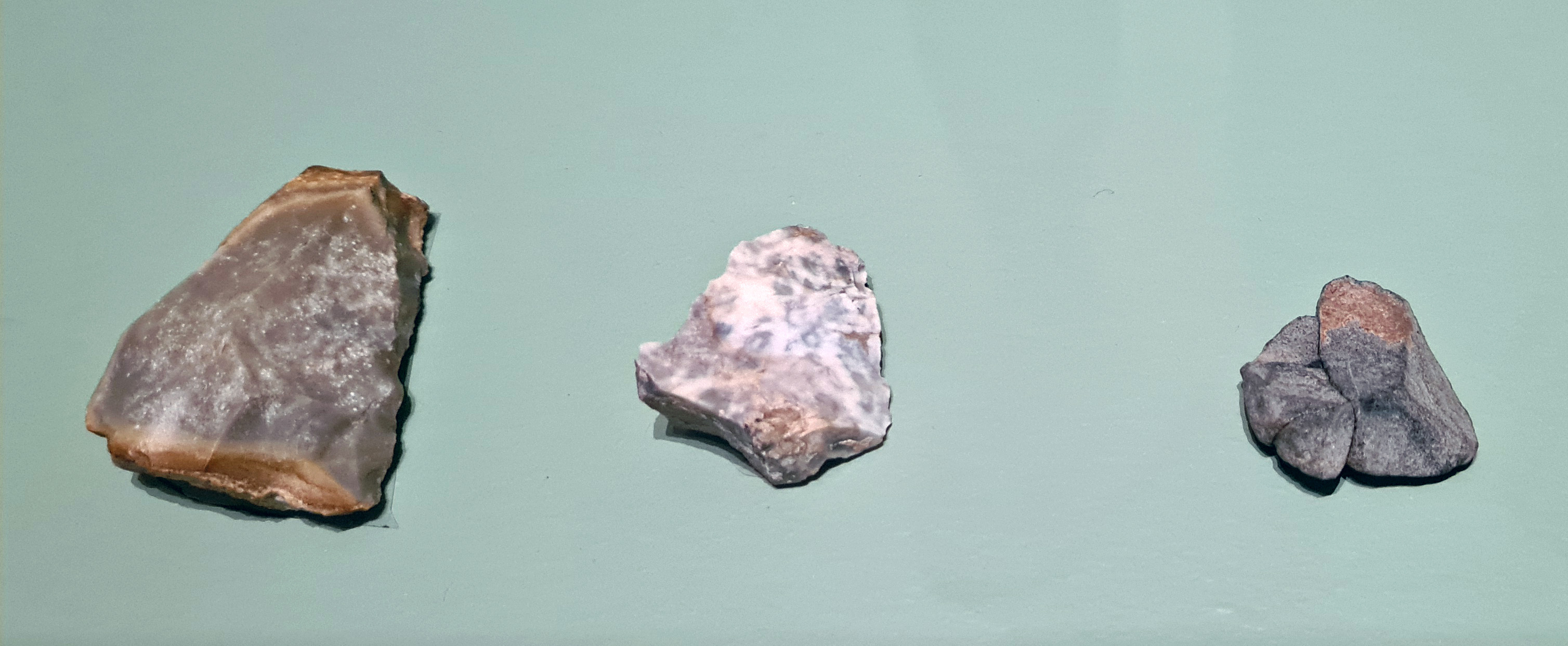
Outils : pointe et éclats (Paléolithique moyen).

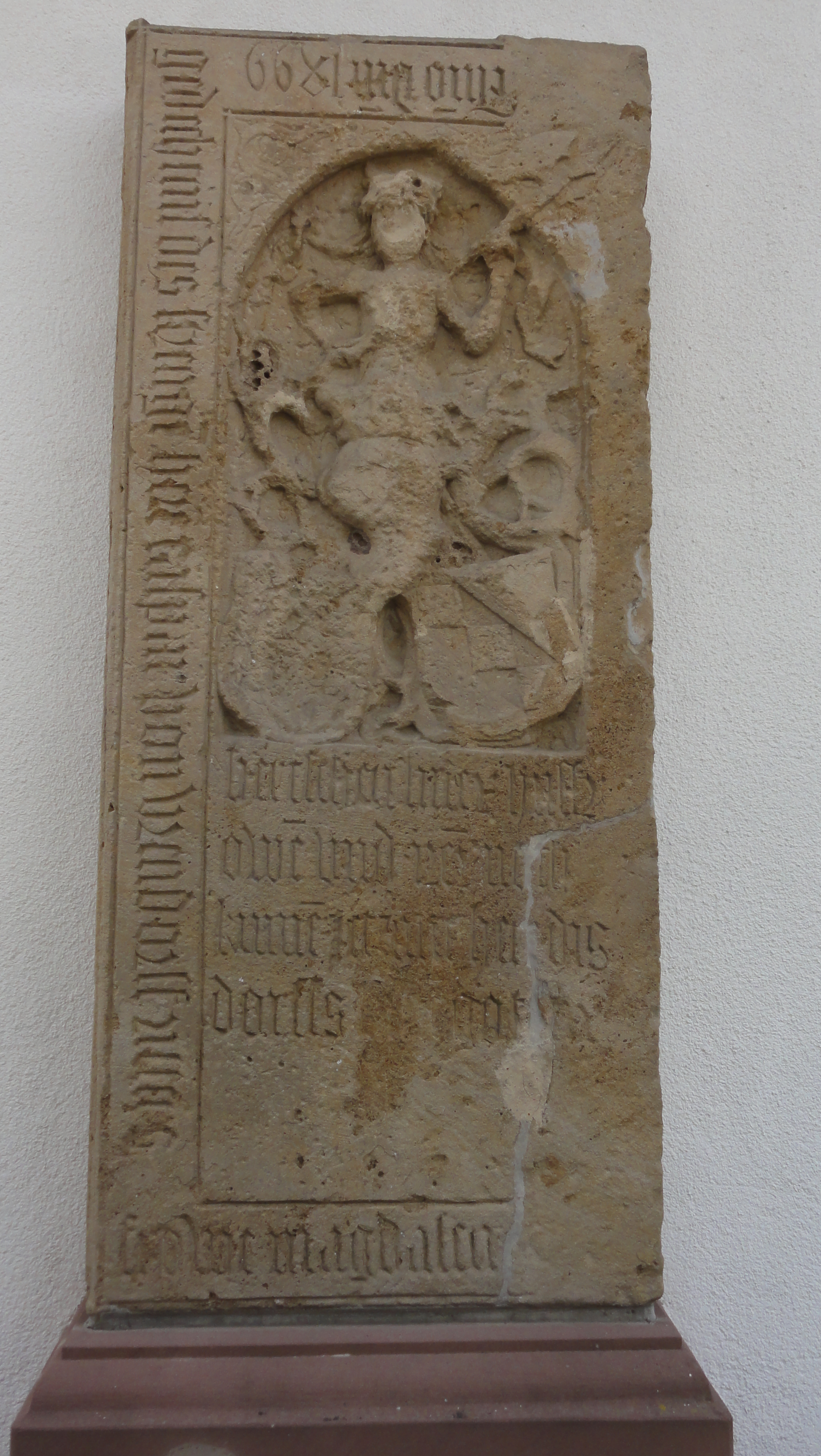
Dalle funéraire de Magdalena Ritter von Urendorf (1499).

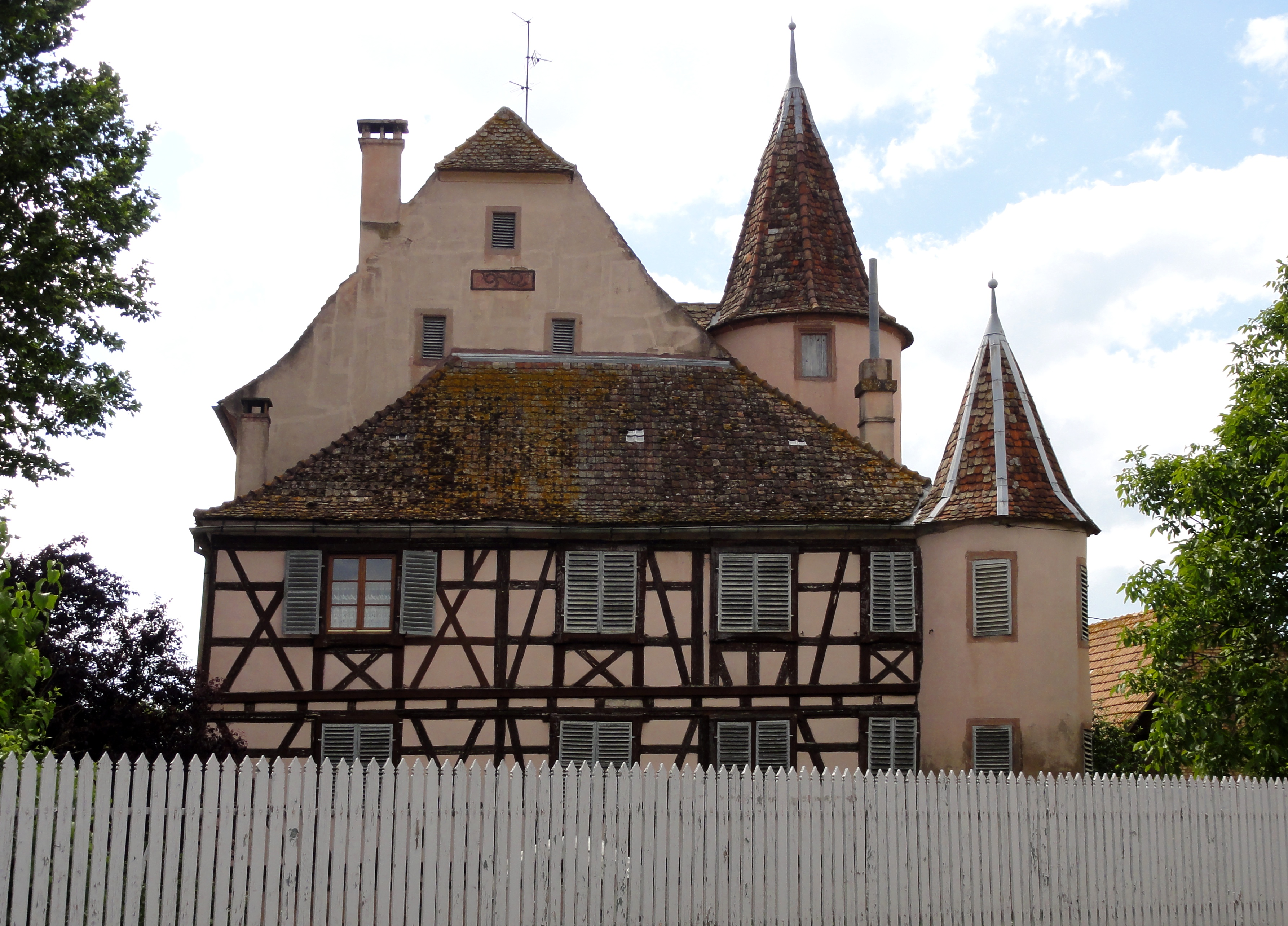
Château d'Urendorf (-).

La première mention d'Ernolsheim date de 1127 et l'origine du nom de la commune viendrait d'Ernould ou d'Arnould[réf. souhaitée]. Le village, selon l'époque, fut soit propriété d'évêques, soit de seigneurs.
Dans une charte datée du 5 février 737, le duc d'Alsace vend à un moine de Wissembourg, Rantwig, les biens qu'une certaine Ingina a jadis cédés à son père et situés dans une localité nommée Aunulfovillare[réf. souhaitée]. Cela pourrait correspondre à Ernolsheim car dans la même charte est nommée Soultz-les-Bains. Arnoul est un ancêtre de Charles Martel[réf. souhaitée], une abbaye a porté son nom, Arnulfsau, située non loin de Drusenheim sur une île du Rhin.
En 1554, la famille Uhrendorf érigea un petit château Renaissance, comme l'indique le nombre inscrit dans la pierre scellée dans le mur du pignon.
Les Uhrendorf faisaient partie d'une famille de chevaliers de Strasbourg, famille qui est connue depuis le milieu du XIVe siècle. On peut voir encore aujourd'hui derrière la chapelle du cimetière une pierre tombale qui était dédiée à un sévère[pas clair] seigneur Caspar von Uhrendorf, décédé en 1599.
À l'extinction de leur lignée, en 1636, le château devint la propriété de Franz Reinhard von Bettendorf, qui le vendit en 1685 à Frédéric Casimir de Rathsamhausen-Ehenweier faisant partie de la noblesse d'Empire[réf. souhaitée]. C'est d'ailleurs pour cela que l'on voit une mosaïque représentant une partie du blason de la maison de Rathsamhausen sur la façade du château[réf. souhaitée]. Les documents de l'époque mentionnent aussi un pavillon de chasse ou petit château forestier nommé Breuschwald (nom d'un des lotissements actuels de la commune), situé sur la rive droite de la Bruche et qui faisait également partie du château Uhrendorf[réf. souhaitée].
Au début du XVIIIe siècle, les deux constructions appartenaient à Nikolas de Trustett, qui descendait d'une famille protestante originaire de Souabe. Le 25 juin 1715, il se convertit au catholicisme en l'église paroissiale du village[réf. souhaitée].
Les seigneurs d'Uhrendorf et Breuschwald disposaient de biens considérables dont une estimation officielle est donnée en l'an 1724 comme suit[réf. souhaitée] :
1. le château et ses dépendances : 15 000 livres ;
2. deux maisons : 5 000 livres ;
3. le bien du Breuschwald avec 500 jours de prairies, 100 jours de terres agricoles et 150 jours de forêts : 30 000 livres ;
4. en plus, dans le ban d'Ernolsheim, 177 jours de terres agricoles, vignes, forêts et deux jardins d'une valeur totale de 27 000 livres (un jour de terrain correspond à environ 30 ares actuels et les possessions des seigneurs s'élevaient donc au total à presque 3 hectares actuels) ;
5. finalement, il y a encore un droit de chasse et de pêche s'élevant à 25 sacs de seigle d'une valeur de 5 200 livres que la communauté d'Ernolsheim doit livrer aux seigneurs du château une fois par an.

Avec tout cela, il semble que l'on pouvait vivre largement. Ce qui ne fut pas le cas du prochain possesseur des châteaux et des biens d'Uhrendorf et de Breuschwald.
En l'an 1732, les châteaux d'Uhrendorf et de Breuschwald changèrent de propriétaire[réf. souhaitée] : François-Antoine de Cléry fit l'acquisition de tous les biens et se nomma alors « Seigneur d'Uhrendorf et de Breuschwald ». Les de Cléry descendaient d'une famille suisse connue depuis deux siècles pour être au service des rois de France en tant qu'officiers (époque de François Ier et de ses successeurs).
François-Antoine ne resta pas longtemps Seigneur d'Uhrendorf et de Breuschwald. Tout laisse à penser qu'il géra mal ses biens situés à Ernolsheim et qu'il fut obligé de les vendre[réf. souhaitée]. Le colonel de Cléry fut pensionné en 1770 et se retira à Soultz en Haute Alsace (Haut-Rhin). Son fils, François-Jacques, complètement ruiné, entra dans l'armée du Roi de Prusse comme simple soldat, en 1773 à Berlin[réf. souhaitée]. Il abandonna son titre de noblesse. Il devint sergent et en 1804, il était maître d'armes du futur empereur Guillaume Ier d'Allemagne[réf. souhaitée].
Au cours du XVIIIe siècle, il est ensuite aux mains des Wimpfen, avant d'être converti en exploitation agricole[réf. souhaitée]. Aujourd'hui, il est propriété de la famille Reibel, et ce depuis la fin du XIXe siècle[réf. souhaitée].

## Politique et administration

### Liste des maires
| Période   | Période  | Identité         | Étiquette | Qualité |
| --------- | -------- | ---------------- | --------- | ------- |
| 1971      | 1977     | Pierre Kastner   |           |         |
| 1977      | 1983     | Pierre Kastner   |           |         |
| 1983      | 1989     | Pierre Kastner   |           |         |
| 1989      | 1995     | Michel Daeschler |           |         |
| 1995      | 2001     | Michel Daeschler |           |         |
| 2001      | 2008     | Michel Daeschler |           |         |
| mars 2008 | 2014     | Michel Daeschler |           |         |
| 2014      | 2020     | Martin Pacou     |           |         |
| juin 2020 | En cours | Éric Franchet    |           |         |

## Population et société

### Démographie
L'évolution du nombre d'habitants est connue à travers les recensements de la population effectués dans la commune depuis 1793. Pour les communes de moins de 10 000 habitants, une enquête de recensement portant sur toute la population est réalisée tous les cinq ans, les populations de référence des années intermédiaires étant quant à elles estimées par interpolation ou extrapolation. Pour la commune, le premier recensement exhaustif entrant dans le cadre du nouveau dispositif a été réalisé en 2007.

En 2022, la commune comptait 1 920 habitants, en évolution de +3,73 % par rapport à 2016 (Bas-Rhin : +3,17 %, France hors Mayotte : +2,11 %).
| 1793 | 1800 | 1806 | 1821 | 1831 | 1836 | 1841 | 1846 | 1851 |
| ---- | ---- | ---- | ---- | ---- | ---- | ---- | ---- | ---- |
| 630  | 616  | 664  | 787  | 767  | 761  | 702  | 706  | 725  |

| 1856 | 1861 | 1866 | 1871 | 1875 | 1880 | 1885 | 1890 | 1895 |
| ---- | ---- | ---- | ---- | ---- | ---- | ---- | ---- | ---- |
| 698  | 668  | 691  | 651  | 637  | 648  | 640  | 678  | 633  |

| 1900 | 1905 | 1910 | 1921 | 1926 | 1931 | 1936 | 1946 | 1954 |
| ---- | ---- | ---- | ---- | ---- | ---- | ---- | ---- | ---- |
| 624  | 571  | 585  | 559  | 583  | 598  | 610  | 606  | 596  |

| 1962 | 1968 | 1975 | 1982  | 1990  | 1999  | 2006  | 2007  | 2012  |
| ---- | ---- | ---- | ----- | ----- | ----- | ----- | ----- | ----- |
| 591  | 704  | 838  | 1 285 | 1 583 | 1 688 | 1 580 | 1 564 | 1 773 |

| 2017  | 2022  | - | - | - | - | - | - | - |
| ----- | ----- | - | - | - | - | - | - | - |
| 1 875 | 1 920 | - | - | - | - | - | - | - |

### Événements et fêtes à Ernolsheim-Bruche
- Le dernier dimanche de septembre : Fête du village à la salle socioculturelle du village au parc des sports (jeux pour enfants et adolescents, machines à sous, animation musicale et restauration dans la salle, etc.).
- Le dernier dimanche de septembre : Vélo-tour organisé par la communauté de communes de la Région de Molsheim-Mutzig depuis 2003[27].

### Sports

#### Association Sportive Ernolsheim-Bruche (ASE)
Ce club de football a été fondé en 1933, et fait depuis 2018 partie intégrante de l'Entente Sportive Molsheim-Ernolsheim (ESME).
A son apogée, le club faisait partie de l'un des meilleurs clubs formateurs d'Alsace : il a reçu la visite d'Aimé Jacquet en 2000 et est passé dans un reportage sur TF1. Il dispose également d'installations de qualité.

#### Ernolsheim Football Club (Erno FC)
Le club de football Erno FC est un club fondé en 2020 par des joueurs et une équipe ayant voulu se séparer de l'ESME, et dispose également des structures du village pour ses entrainement et ses matches. Erno FC dispose de quelques équipes jeunes et d'équipes séniors. Le club est en gros développement et en plein essor dans le village.  

#### Installations sportives
- 1 terrain de football synthétique
- 1 terrain de football herbe
- 1 terrain de beach-volley
- 1 city-stade
- 2 courts de tennis
- 1 terrain de pétanque
- 1 boulodrome couvert
- 2 clubs house
- 1 salle omnisports
- 1 tribune

## Culture locale et patrimoine

### Lieux et monuments
- Le château d'Urendorf.

#### La gare
Ernolsheim-Bruche possède une gare ferroviaire desservie par le TER Grand-Est (anciennement TER Alsace).
Cette gare se situe entre Ernolsheim-Bruche et Duttlenheim, et se trouve sur le terrain de la commune de Dachstein.
Cette gare se situe sur les lignes Strasbourg – Obernai – Barr – Sélestat et Strasbourg – Saales – Saint-Dié-des-Vosges.

### Canal de la Brucheet sa piste cyclable
C'est sur l'ancien chemin de halage du canal qu'a été aménagée la piste cyclable entre Molsheim et Strasbourg.

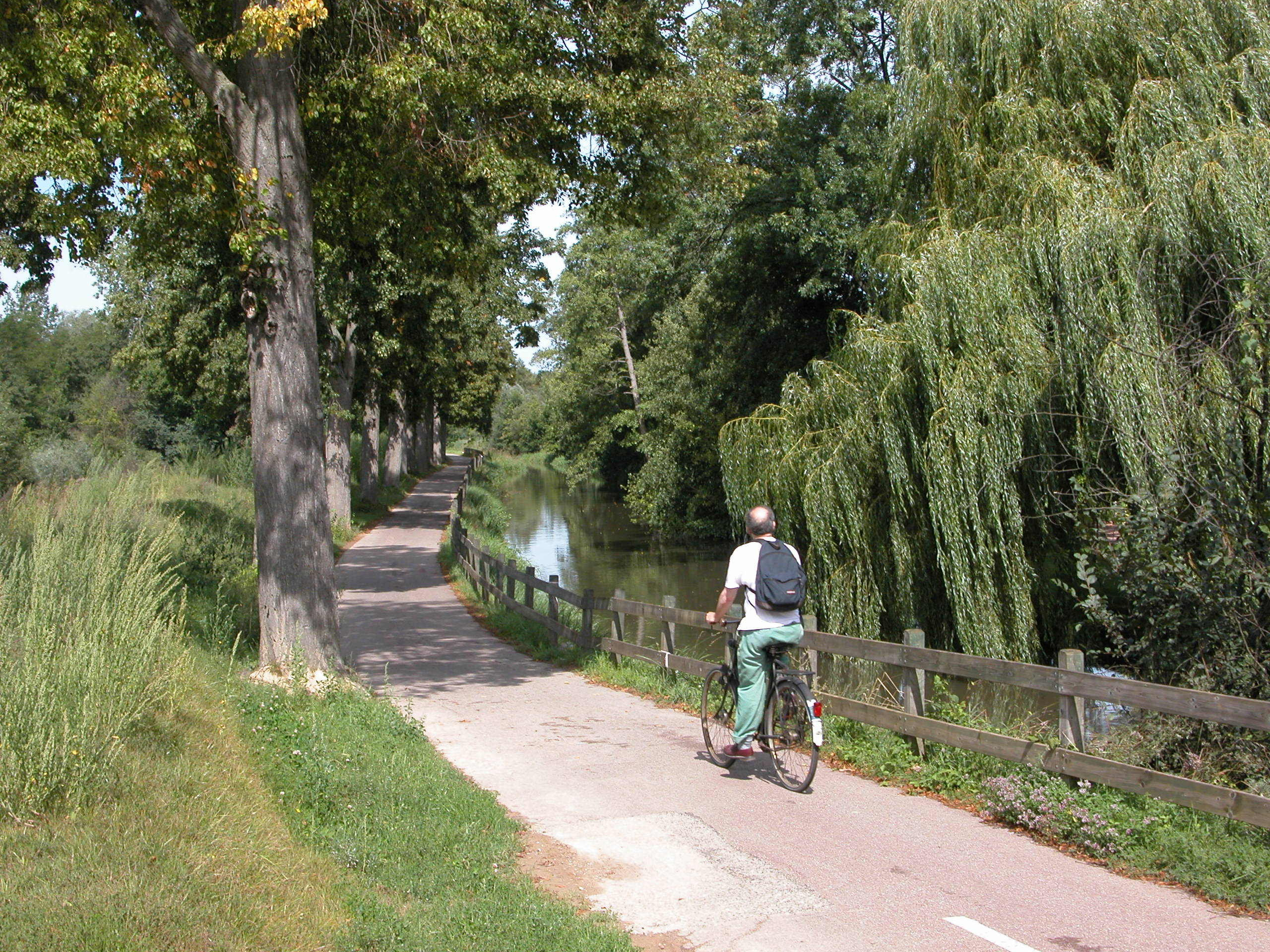
Piste cyclable en direction de Ergersheim.

#### Église Saints-Côme-et-Damien
C'est à l'emplacement d'une chapelle dédiée à ces deux saints depuis 1666 que l'église actuelle est construite. Depuis 1711, l'église paroissiale est placée sous le patronage de la Vierge[réf. souhaitée]. En 1498, les droits patronaux et la dîme sont dus à la prévôté de Haslach. C'est en 1694 que la paroisse devient filiale de celle de Kolbsheim. Et c'est jusqu'en 1802 qu'Ernolsheim fait partie du chapitre rural de Molsheim[réf. souhaitée].

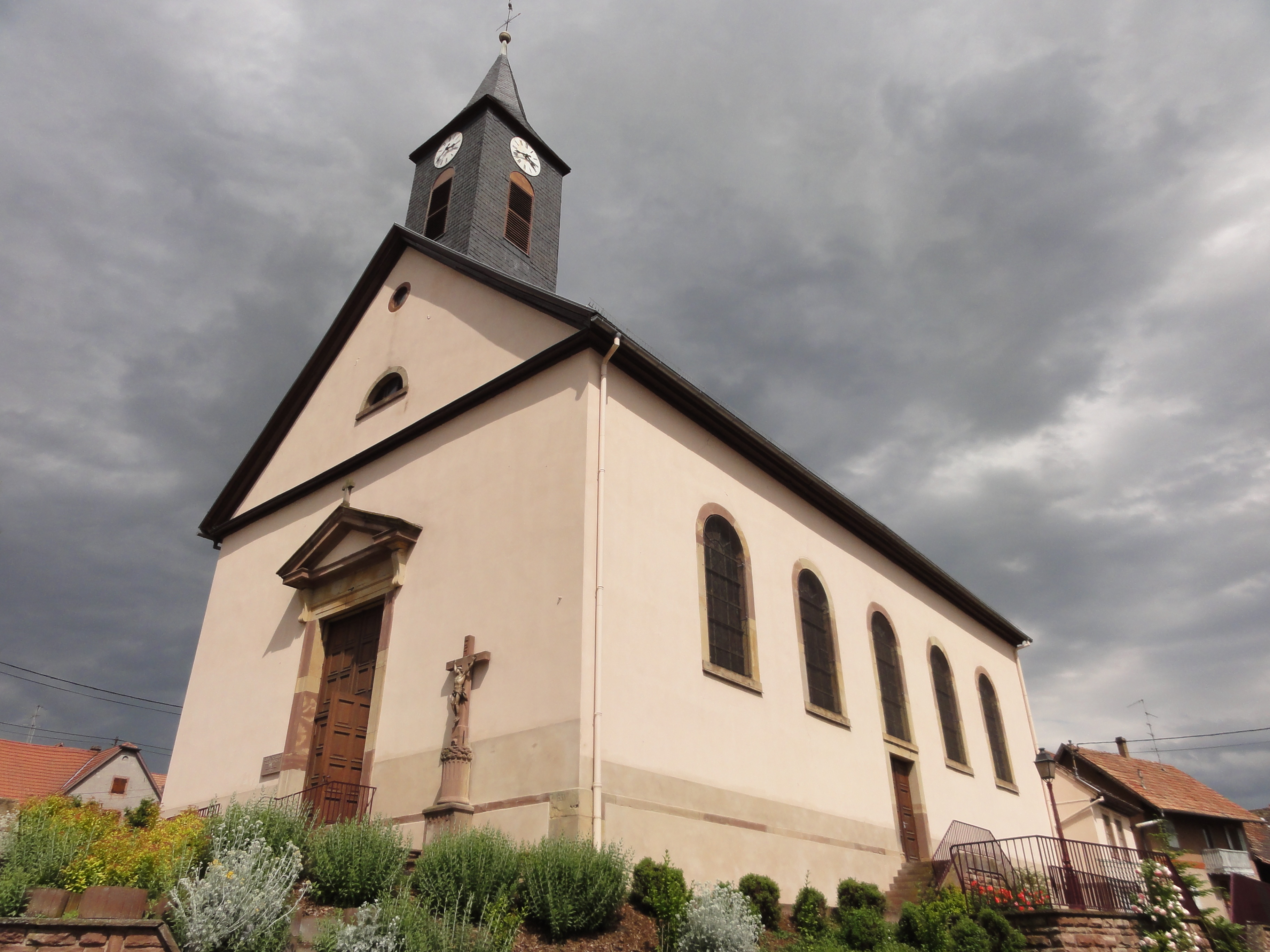
Église Saints-Côme-et-Damien.
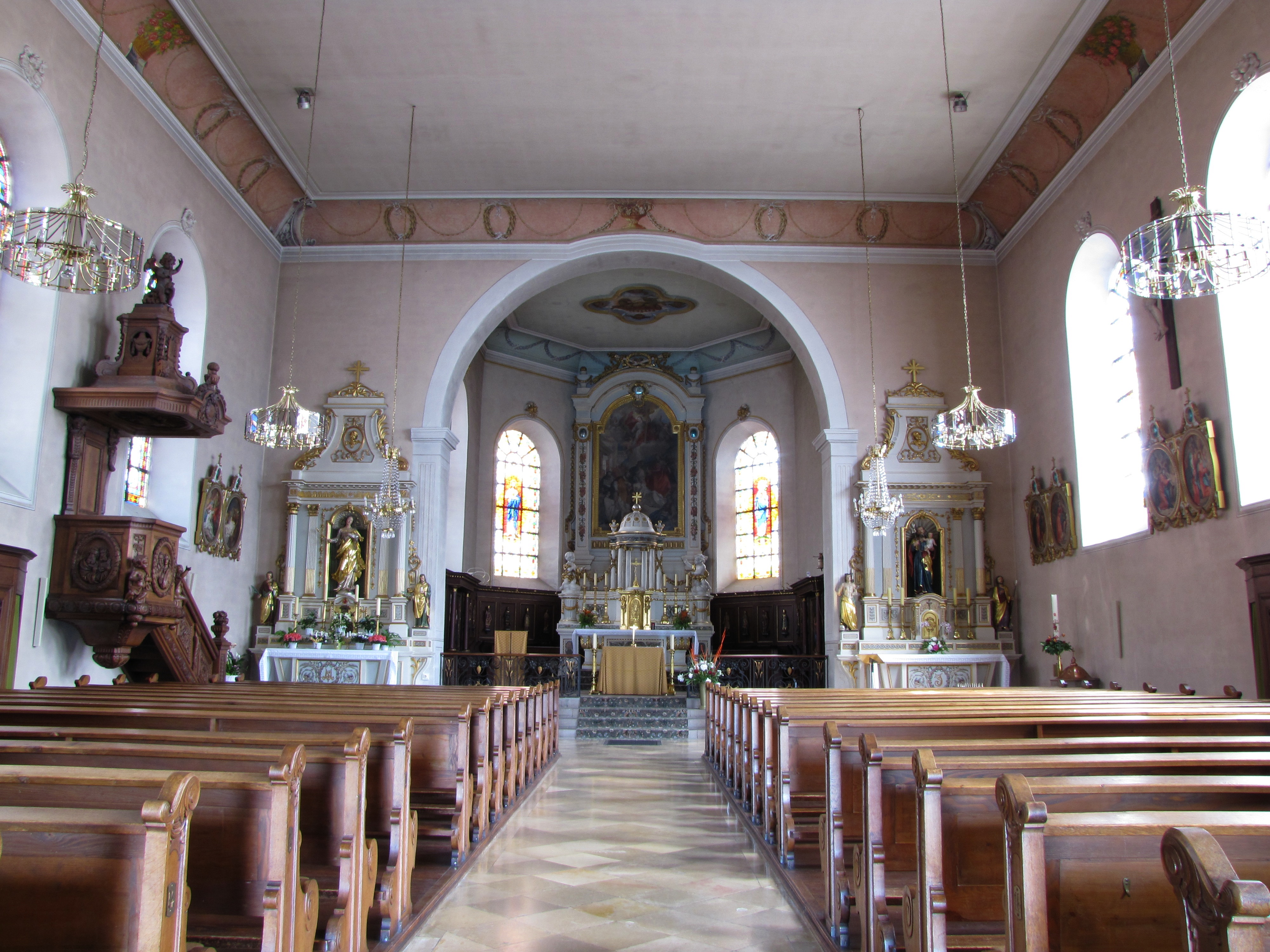
Vue intérieure de la nef vers le chœur.
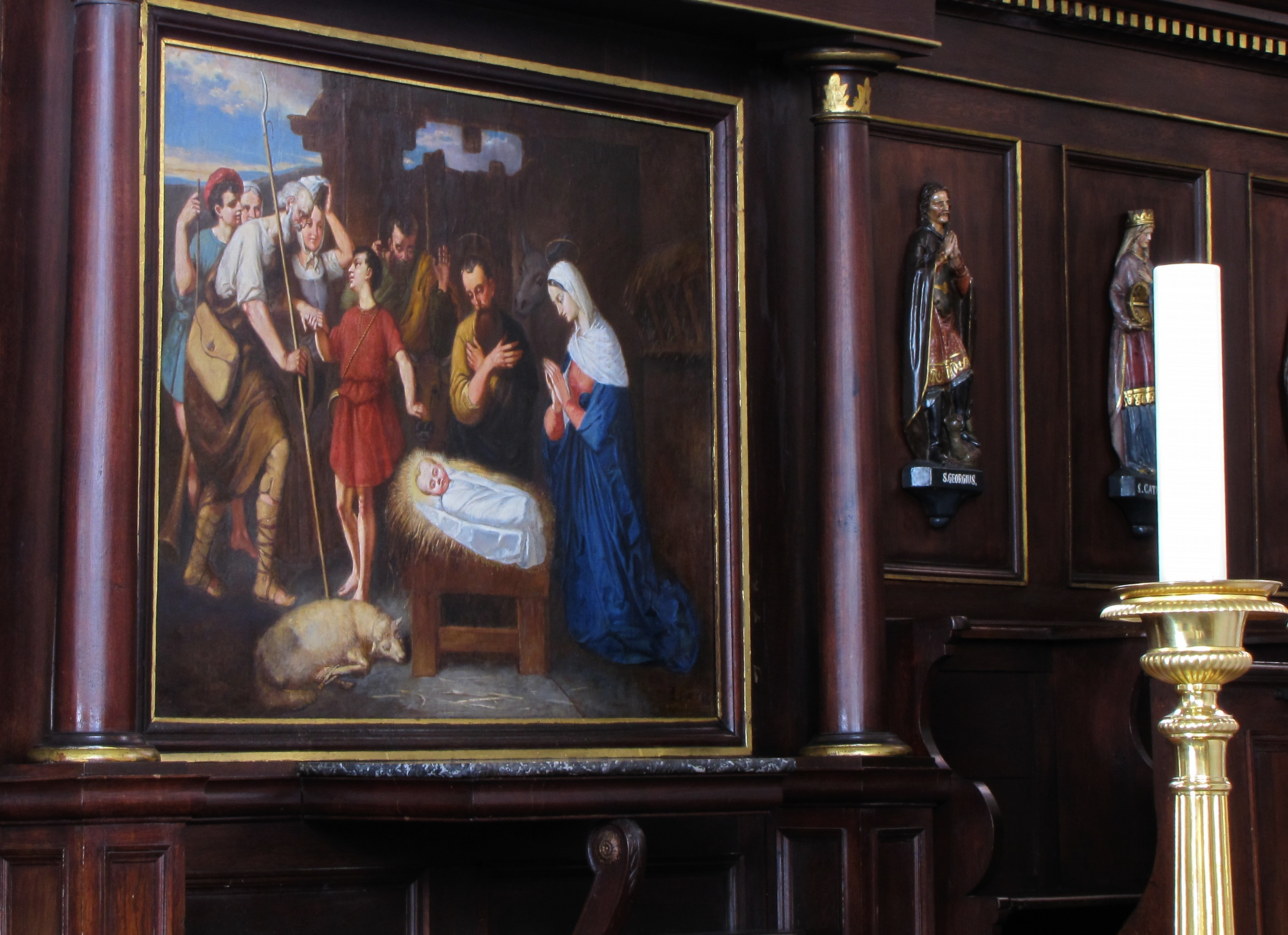
Lambris et tableau du chœur "Nativité" (Ignace Schott, 1877).
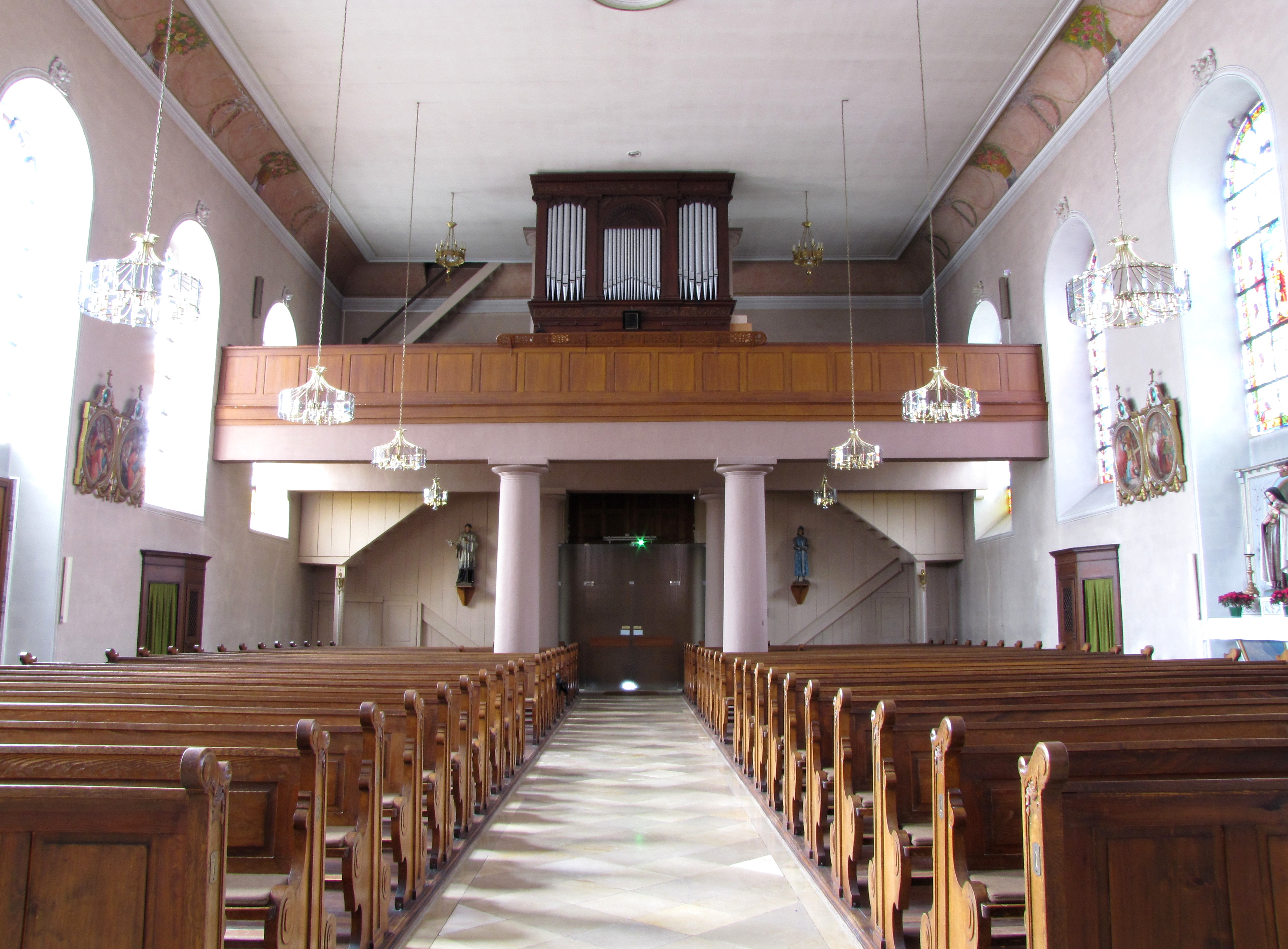
Vue intérieure de la nef vers la tribune d'orgue.
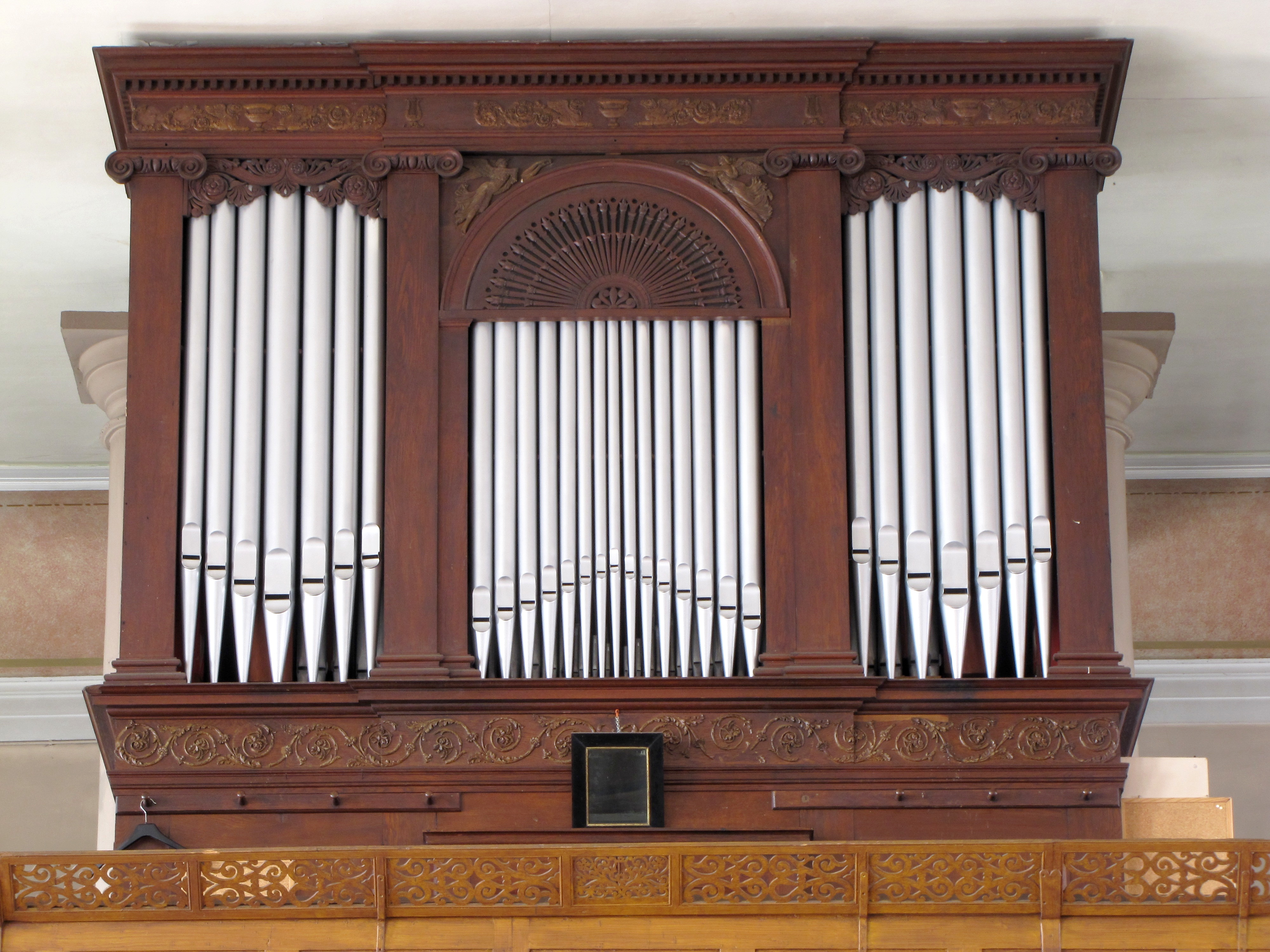
Orgue Stiehr (1839).

#### Autres bâtiments remarquables

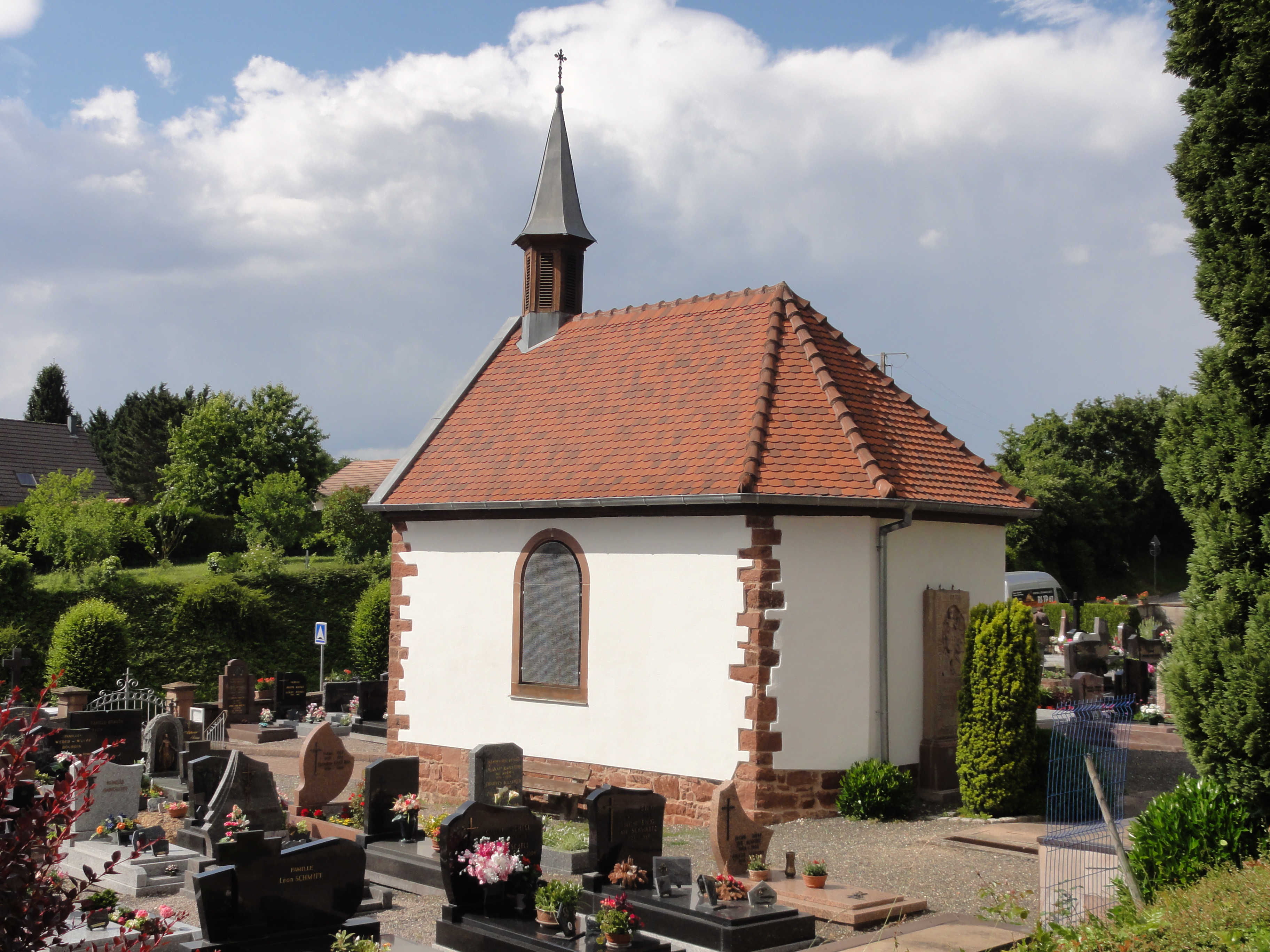
Chapelle votive du cimetière (1857).
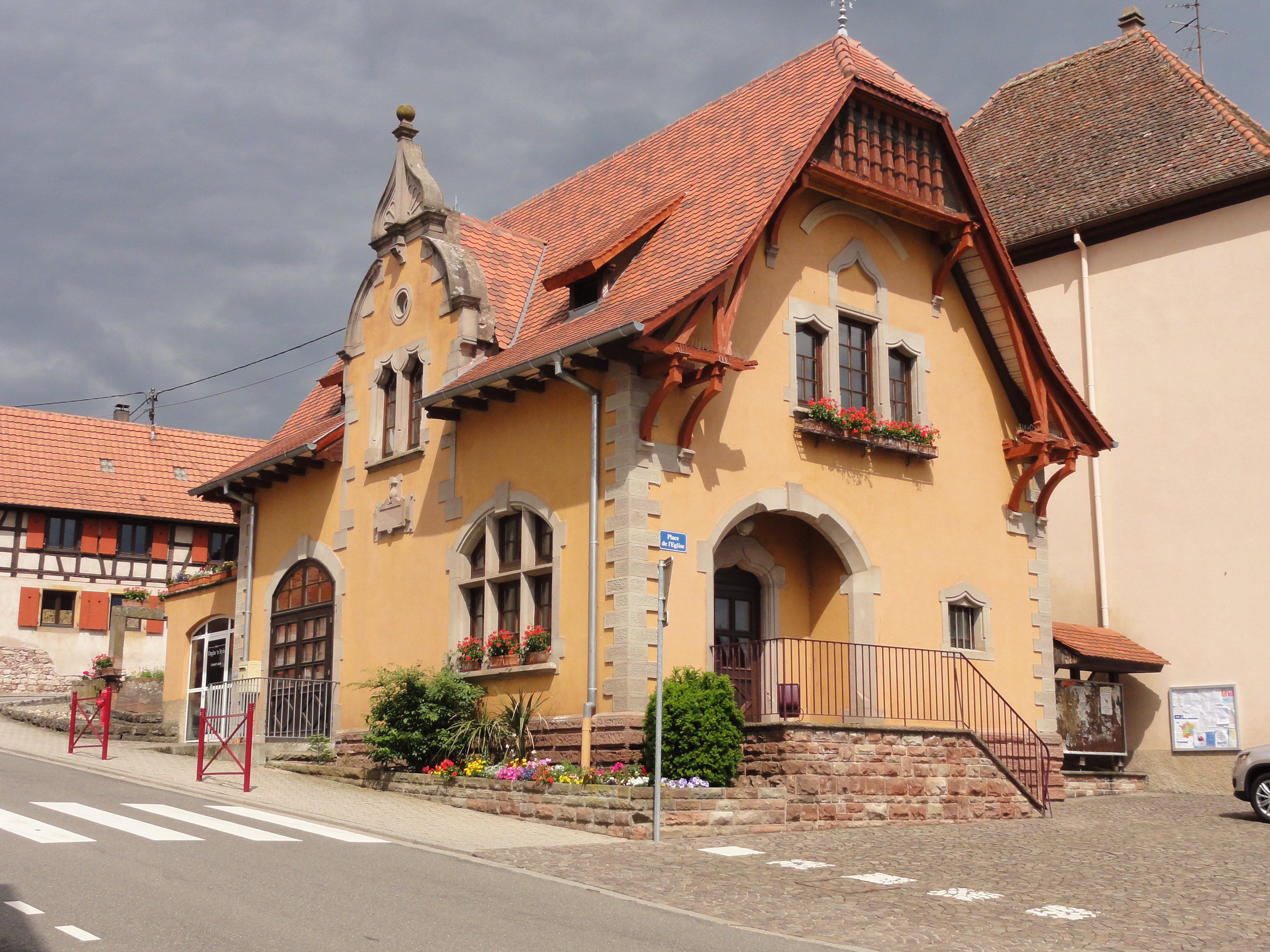
Ancien corps de garde et remise de matériel d'incendie (1900).
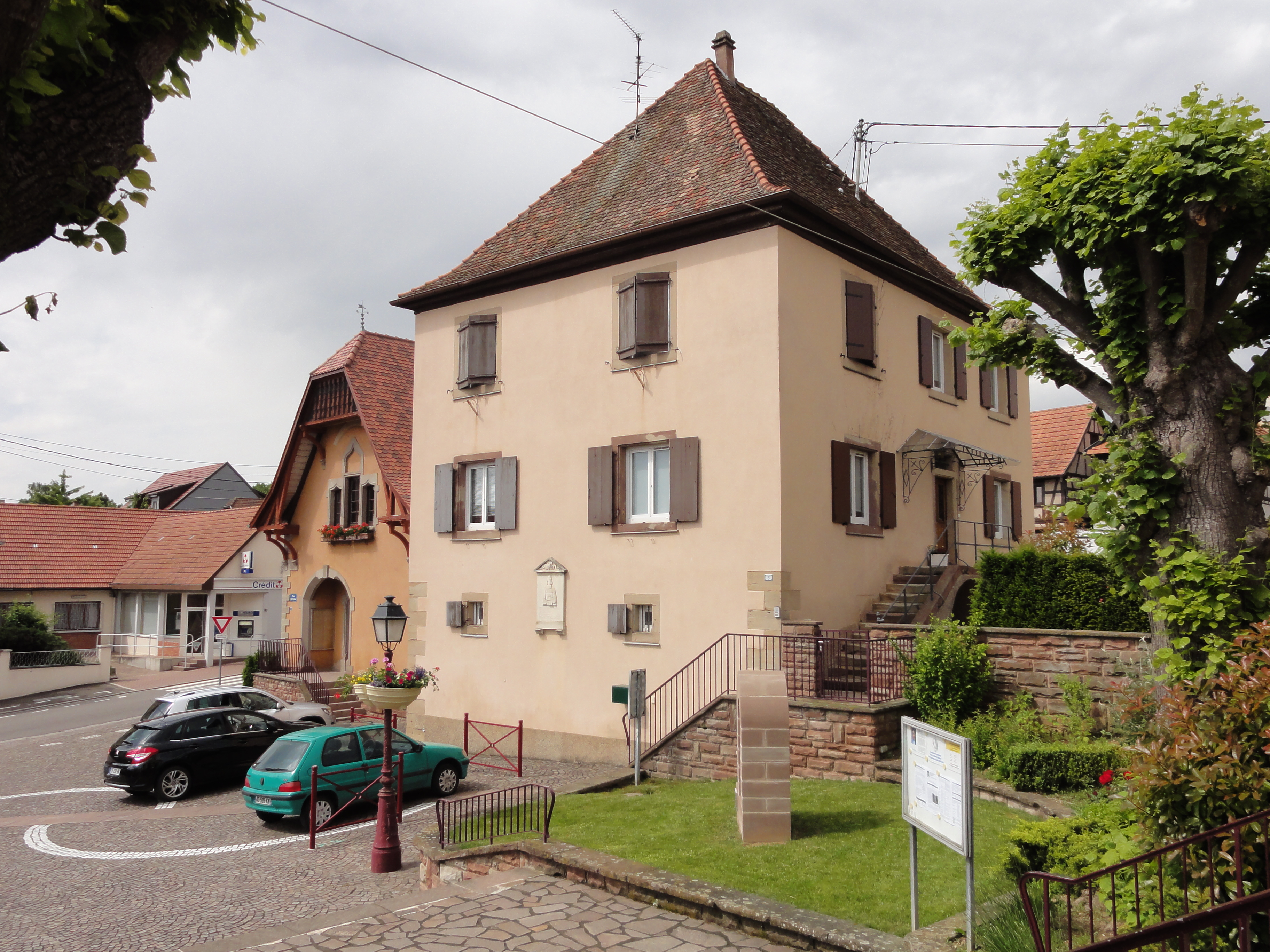
Presbytère (XVIIIe), 3 rue de l’Église.
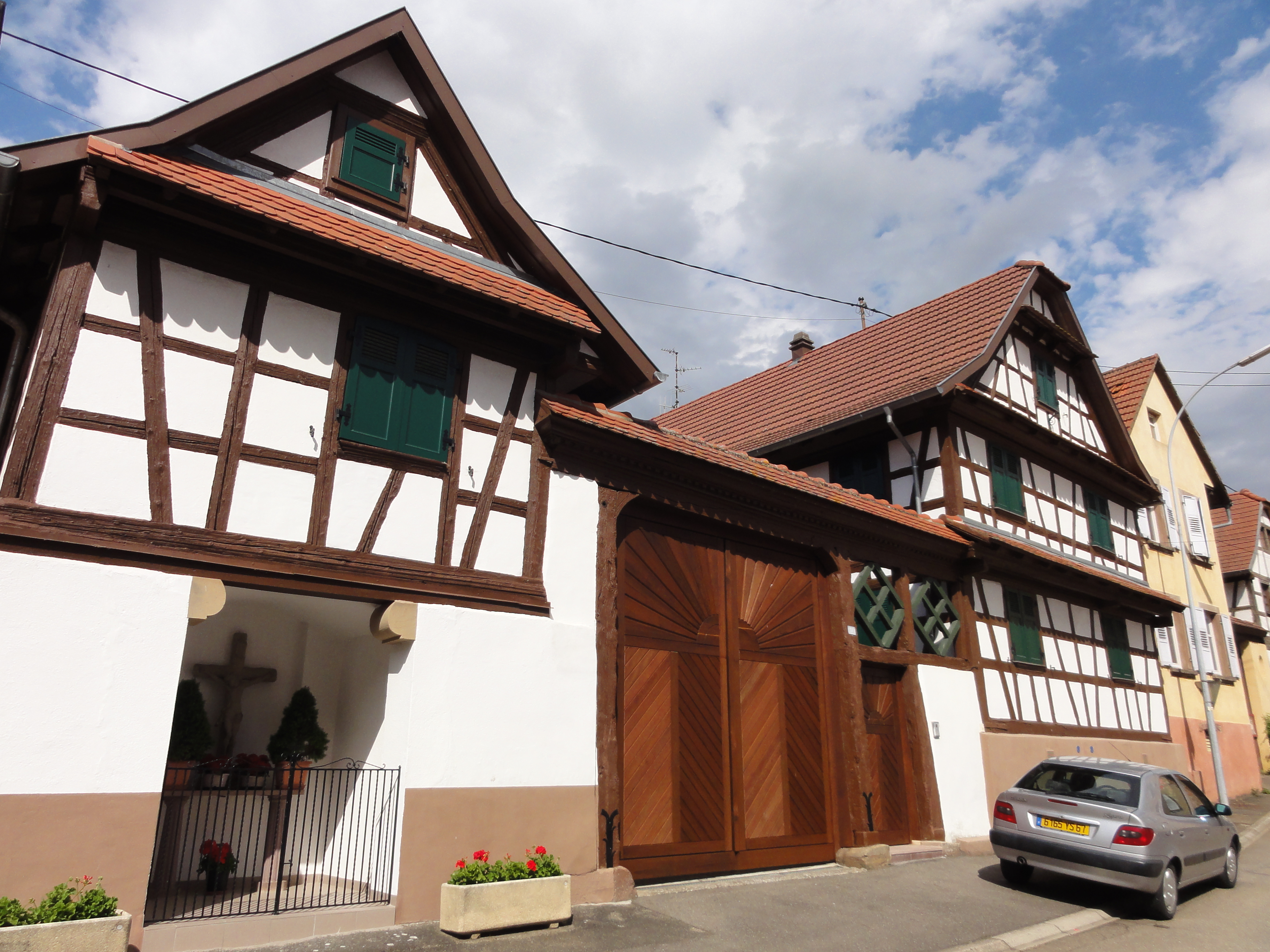
Ferme avec oratoire (XIXe), 17 rue Haute.
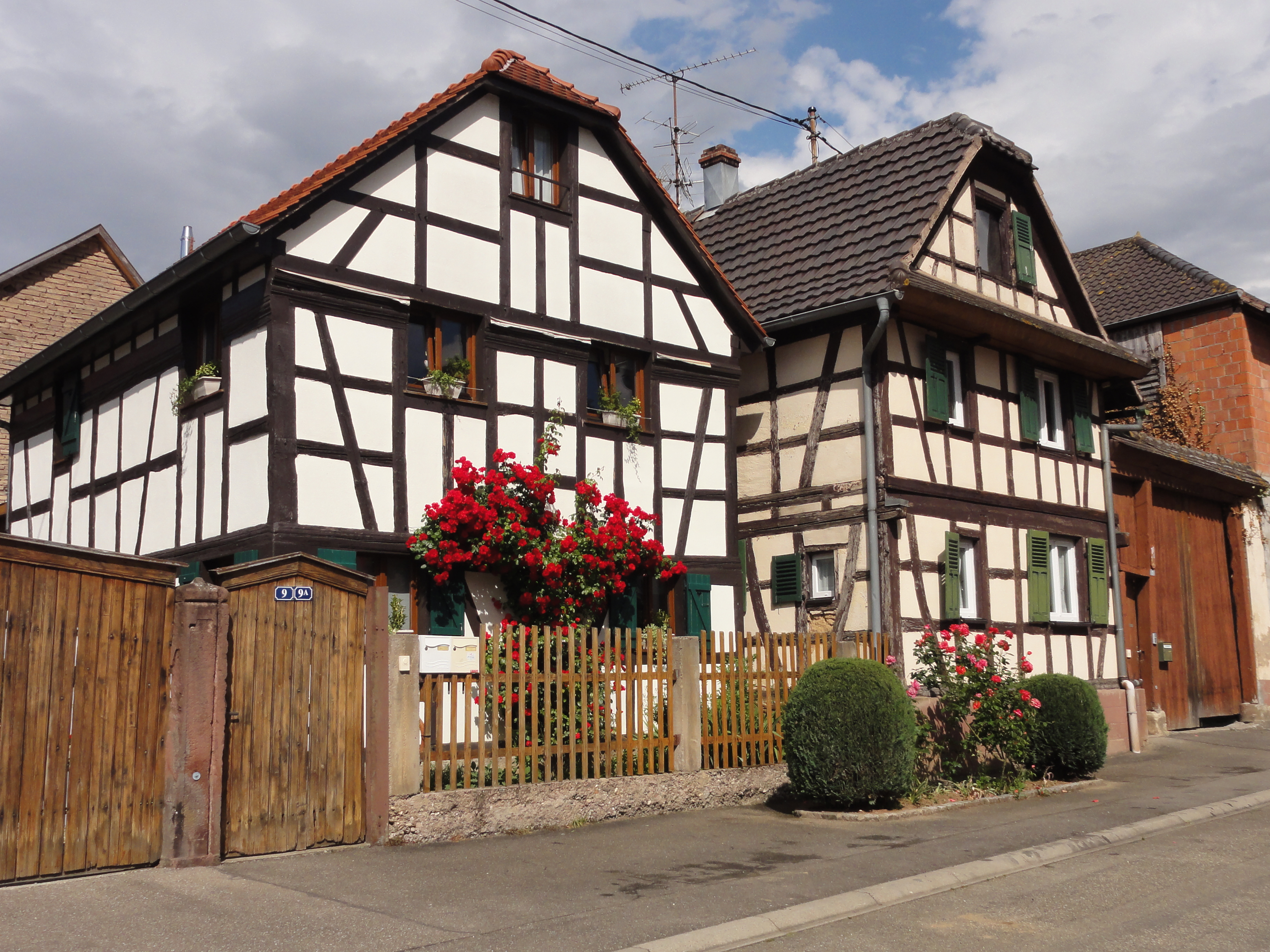
Ferme (XVIIIe), 9 rue Haute.
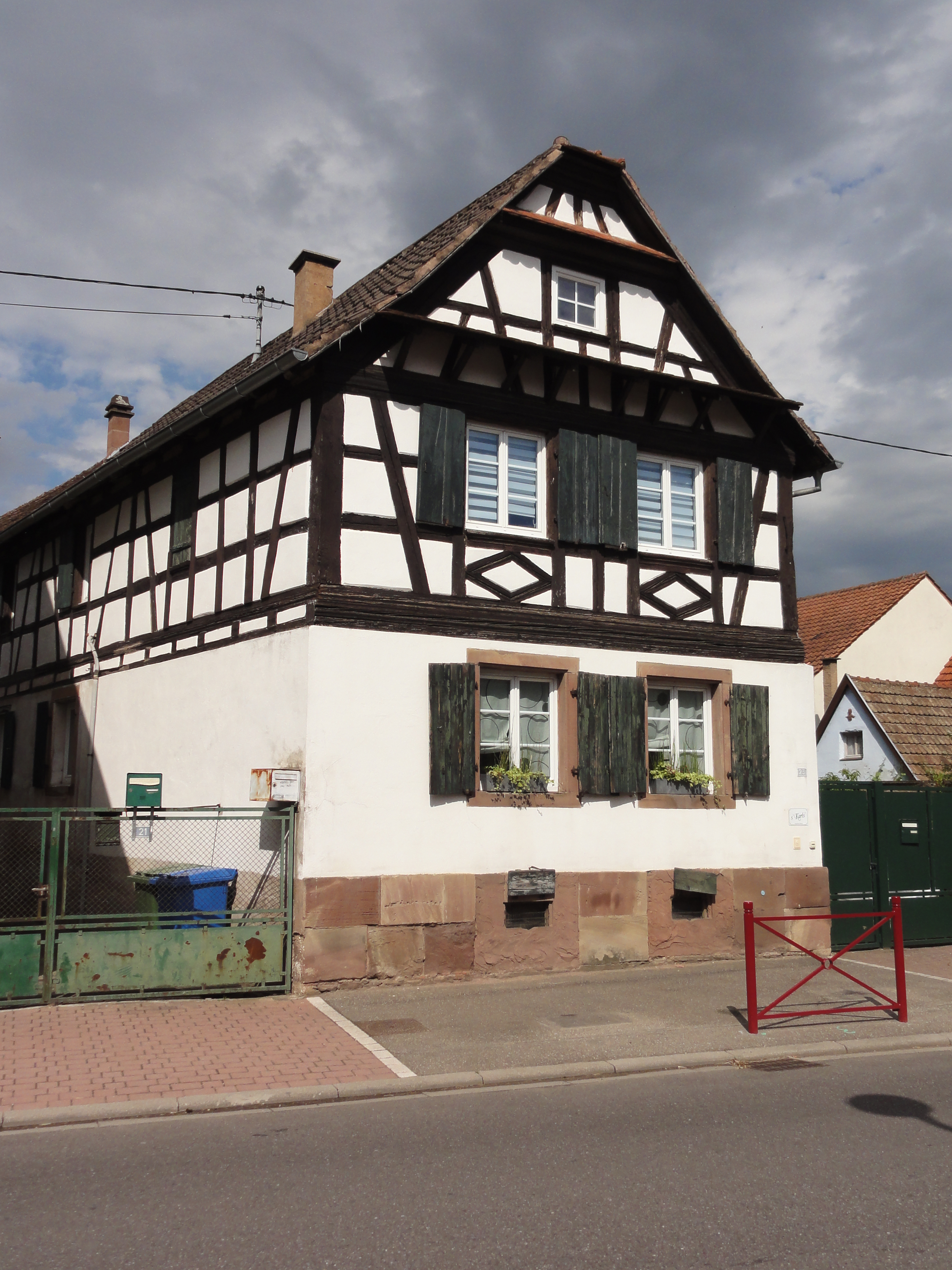
Ferme (XIXe), 23 rue Principale.
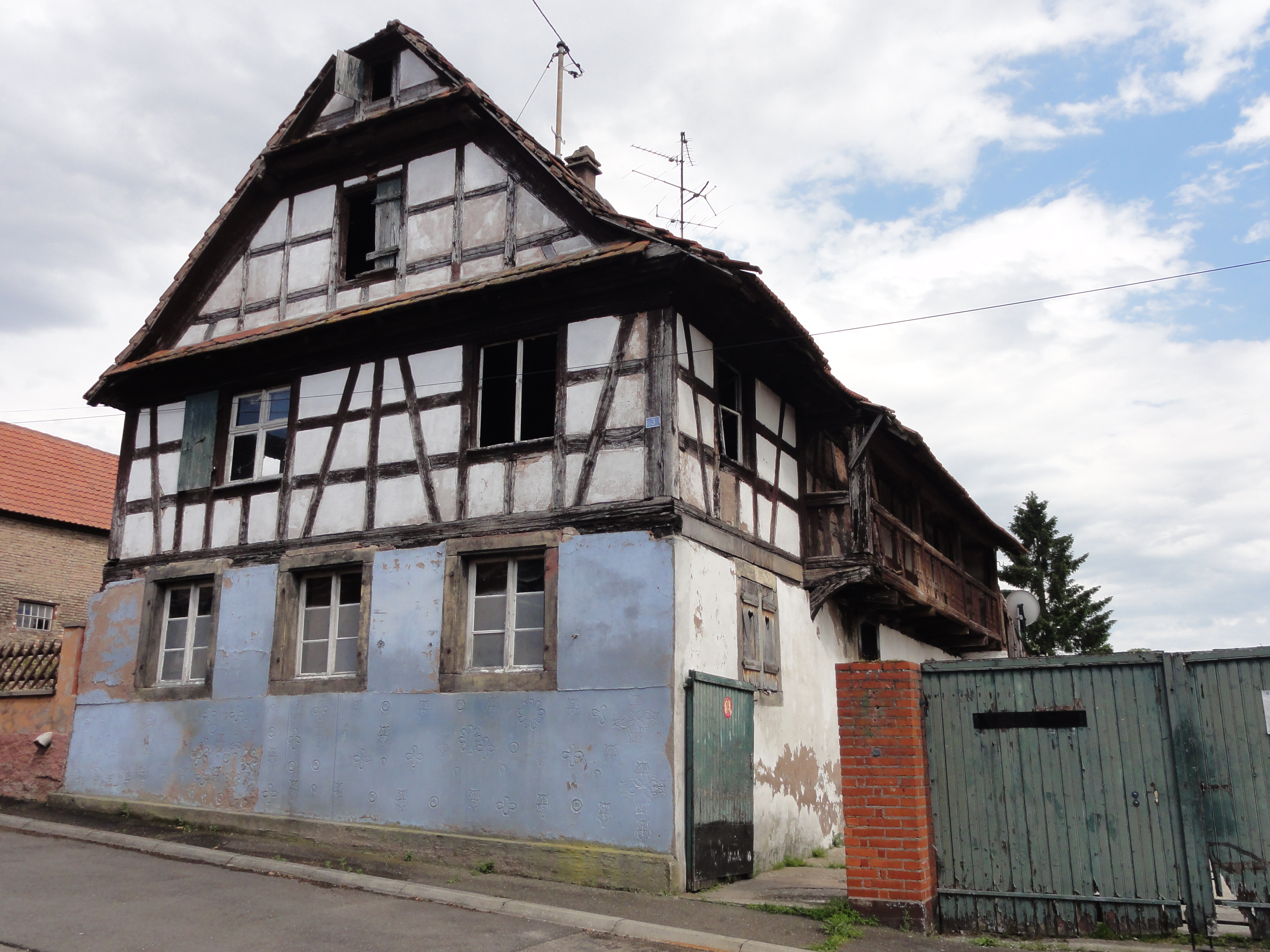
Ancienne ferme-auberge (XVIe au XIXe), 3 rue du Soleil.

### Personnalités liées à la commune
- André Rey, né le 22 janvier 1948, ancien gardien de but international de football, joua à Ernolsheim en tant qu'amateur, après sa retraite.
- Matthieu Dreyer, né le 20 mars 1989, joueur professionnel à l'ESTAC (Troyes), originaire d'Ernolsheim et formé à l'ASE.

### Héraldique
| Blason de Ernolsheim-Bruche | Blason  | D'azur à la rame d'or posée en bande, accompagnée de deux étoiles du même.                       |
| Blason de Ernolsheim-Bruche | Détails | La rame du batelier fait allusion à l'ancien flottage sur le Canal de la Bruche[réf. souhaitée]. |